# James K. Polk
Pour les articles homonymes, voir Polk.
James Knox Polk, né le 2 novembre 1795 à Pineville en Caroline du Nord et mort le 15 juin 1849 à Nashville dans le Tennessee, est un homme d'État américain, onzième président des États-Unis de 1845 à 1849. Il fut également président de la Chambre des représentants de 1835 à 1839 et gouverneur du Tennessee de 1839 à 1841. Membre du Parti démocrate, il était un protégé d'Andrew Jackson et fut pendant toute sa carrière un défenseur du concept de démocratie jacksonienne. Sous la présidence de Polk, les États-Unis s'agrandirent du Texas, de l'Oregon, de la Californie et du Nouveau-Mexique (pour ces deux derniers territoires, au prix d'une guerre avec le Mexique).
Après une brillante carrière d'avocat dans le Tennessee, Polk fut élu à l'Assemblée législative de cet État en 1823 puis, deux ans plus tard, à la Chambre des représentants des États-Unis où il se fit un ardent défenseur de la politique du président Jackson. Il siégea ensuite au comité des voies et moyens avant d'être élu président de la Chambre des représentants en 1835. Polk quitta le Congrès pour être candidat au poste de gouverneur du Tennessee. Il remporta l'élection en 1839, mais fut battu en 1841 et en 1843. En vue de l'élection présidentielle de 1844, il se présenta à la convention démocrate pour briguer la vice-présidence mais, aucun des candidats à la magistrature suprême ne parvenant à rassembler la majorité des deux tiers nécessaire, Polk émergea comme un homme de compromis et fut désigné par la convention. Par la suite, il remporta le scrutin général face à Henry Clay, candidat du Parti whig.
Polk est souvent considéré comme le dernier grand président de la période antérieure à la guerre de Sécession, ayant réalisé et mis en œuvre l'ensemble de ses objectifs de campagne, tant sur le plan de la politique intérieure que des relations internationales. À l'issue de négociations qui menacèrent de dégénérer en conflit armé, il s'entendit avec le Royaume-Uni sur le partage du territoire de l'Oregon le long du 49e parallèle nord. Polk déclencha également la guerre américano-mexicaine qui se solda par une facile victoire pour les États-Unis et conduisit à la cession par le Mexique de la quasi-totalité du Sud-Ouest américain actuel. Il obtint par ailleurs une réduction substantielle des droits de douane avec l'adoption du Walker Tariff de 1846. La même année, le rétablissement du système de trésorerie indépendante fut une autre réussite majeure pour son administration. Conformément à sa promesse de campagne, Polk refusa de se représenter. Retiré dans le Tennessee, il mourut, probablement du choléra, trois mois seulement après son départ de la Maison-Blanche, ce qui fait de lui le président ayant vécu le moins longtemps après la fin de son mandat.
En tant que président, Polk est évalué favorablement par les universitaires pour sa capacité à promouvoir des objectifs et à les mettre en œuvre dans le cadre de son agenda présidentiel. Il a néanmoins été critiqué pour avoir mené les États-Unis dans une guerre contre le Mexique et pour avoir aggravé les tensions politiques à l'échelle du pays. L'une des grandes réalisations de son mandat fut l'expansion territoriale des États-Unis qui s'étendirent jusqu'aux côtes du Pacifique et purent désormais prétendre au statut de puissance mondiale.
Propriétaire d'esclaves pendant une grande partie de sa vie, il en fit travailler à son service à la Maison-Blanche, en acheta secrètement et possédait une plantation dans le Mississippi.

## Jeunesse

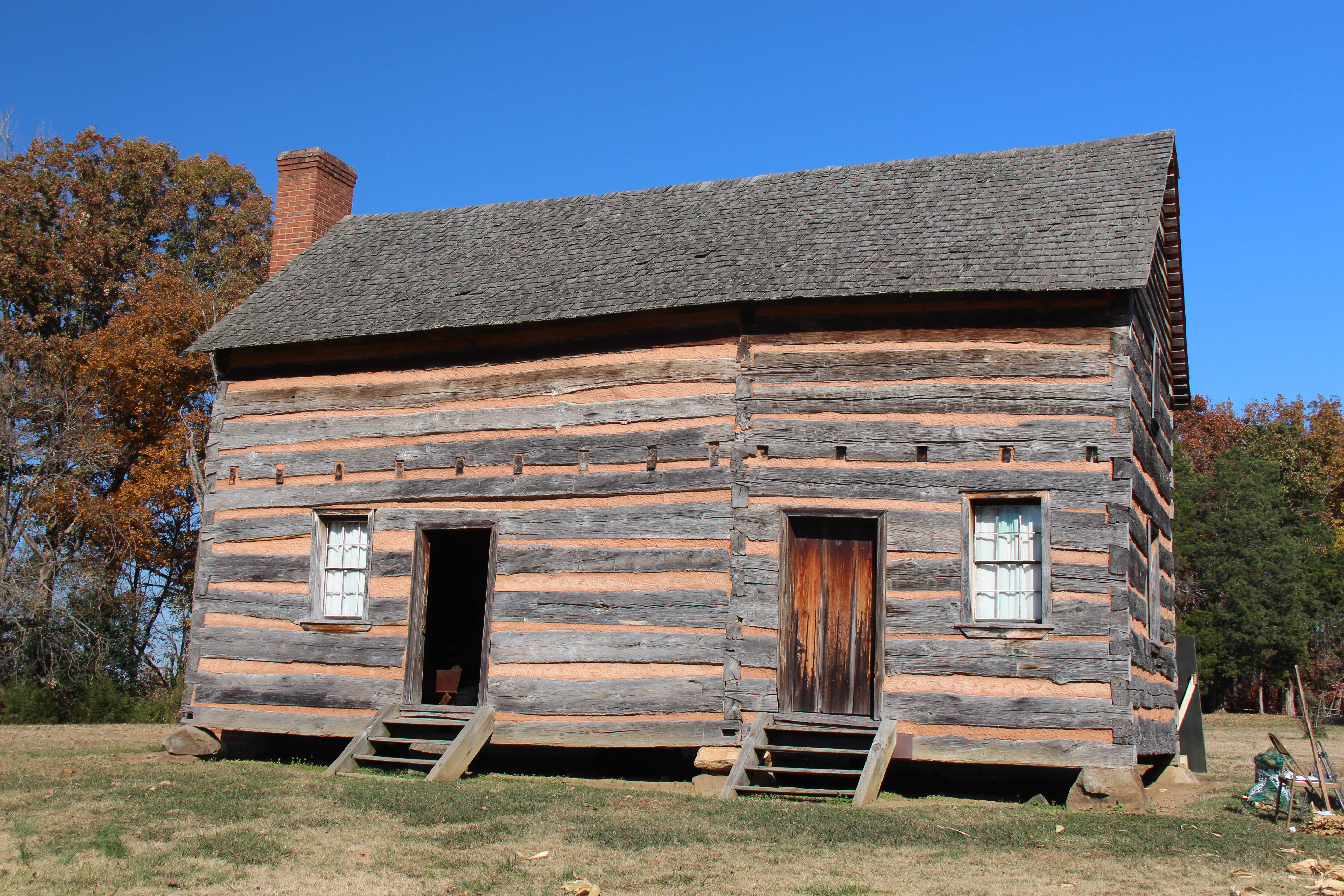
Reconstitution de la maison natale de Polk sur le James K. Polk State Historic Site près de Pineville.

James Knox Polk naquit le 2 novembre 1795 dans une cabane en rondins près de Pineville, en Caroline du Nord. Il était le premier d'une lignée de dix enfants. Sa mère, Jane, le baptisa du nom de son père, James Knox. Son père, Samuel Polk, était un planteur, propriétaire d'esclaves et arpenteur d'origine écossaise-irlandaise. La famille Polk avait immigré en Amérique à la fin du XVIIe siècle et s'était d'abord établie sur la côte est du Maryland, puis dans le centre-sud de la Pennsylvanie, avant de s'installer dans les montagnes de Caroline du Nord.
Les familles Knox et Polk étaient presbytériennes. Alors que son épouse restait profondément croyante, Samuel, dont le père Ezekiel Polk était déiste, rejetait le presbytérianisme dogmatique. Lors du baptême de son fils, il refusa de proclamer son attachement à la foi chrétienne et le prêtre refusa de baptiser le jeune James,. Selon son biographe James A. Rawley, la mère de Polk « [lui] inculqua une orthodoxie rigide et des valeurs calvinistes relatives à l'autodiscipline, à l'acharnement au travail, à la piété, à l'individualisme et à la croyance en l'imperfection de la nature humaine, qui le marquèrent tout au long de sa vie ».
En 1803, Ezekiel Polk s'installa avec quatre de ses enfants adultes et leur famille à proximité de la rivière Duck, dans l'actuel comté de Maury au Tennessee. Samuel Polk et sa famille les rejoignirent en 1806. Le clan Polk domina rapidement la vie politique du comté et celle de la nouvelle ville de Columbia. Samuel devint juge du comté et parmi les individus qu'il recevait chez lui figurait Andrew Jackson qui avait déjà servi comme juge et comme représentant au Congrès. Samuel et Ezekiel Polk étaient tous les deux des partisans du président Thomas Jefferson et par conséquent des opposants du Parti fédéraliste. Le jeune James s'intéressa à la politique en écoutant les discussions à la table de la maisonnée.
Polk était un enfant à la santé fragile, ce qui était un véritable problème dans les territoires de la frontière. Son père l'emmena voir un éminent physicien de Philadelphie, le docteur Philip Syng Physick, car il souffrait de calculs urinaires, mais il ne put aller au bout du voyage en raison de la douleur et il dut être opéré en urgence par le docteur Ephraim McDowell à Danville, dans le Kentucky. Malgré l'absence d'anesthésique, en dehors d'un peu de brandy, l'opération fut un succès, mais il est possible qu'elle ait rendu Polk stérile car il n'eut aucun enfant par la suite. Sa convalescence fut rapide et il gagna en robustesse. Son père lui proposa de travailler à ses côtés mais Polk souhaitait faire des études et il s'inscrivit dans une école presbytérienne en 1813. La même année, il devint membre de l'église de Zion, également d'obédience presbytérienne. Il entra par la suite à l'académie Bradley de Murfreesboro et s'y révéla comme un élève prometteur,.
En janvier 1816, Polk fut admis à l'université de Caroline du Nord à Chapel Hill. La famille de Polk entretenait des relations avec cet établissement qui comptait alors environ 80 étudiants ; l'université employait Samuel Polk comme agent foncier dans le Tennessee et son cousin William Polk faisait partie du conseil d'administration. Polk eut pour compagnon de chambre William Dunn Moseley, qui fut plus tard le premier gouverneur de la Floride. Il rejoignit la société de dialectique de l'université dont il devint par la suite le président et se familiarisa avec l'art oratoire. Dans un discours, il accusa certains dirigeants américains, en particulier Alexander Hamilton, de flirter un peu trop avec les idéaux monarchistes. Polk obtint son diplôme avec les félicitations en mai 1818.
À sa sortie de l'université, Polk revint à Nashville pour y suivre les cours de droit de l'avocat général Felix Grundy, un juriste renommé qui fut son premier mentor. Le 20 septembre 1819, il fut élu greffier du Sénat de l'État du Tennessee, qui siégeait alors à Murfreesboro et dont Grundy était membre. Il fut réélu greffier en 1821 sans opposition et continua de siéger jusqu'en 1822. En juin 1820, il avait également été admis au barreau du Tennessee : pour sa première affaire, il dut défendre son père qui s'était bagarré en public et il obtint sa libération contre une amende de 1 dollar. Il ouvrit ensuite un cabinet dans le comté de Maury, lequel devint rapidement très prospère notamment en raison des nombreux litiges provoqués par la panique bancaire de 1819. Sa réussite en tant qu'avocat lui permit de financer sa carrière politique.

## Carrière politique

### Législateur de l'État du Tennessee
À l'époque où l'assemblée législative du Tennessee avait ajourné ses travaux en septembre 1822, Polk décida de présenter sa candidature à la Chambre des représentants de l'État. L'élection devait se tenir presque un an plus tard, en août 1823, ce qui lui laissa amplement le temps de faire campagne. Déjà implanté localement en tant que franc-maçon, il fut affecté à la milice du Tennessee avec le grade de capitaine au régiment de cavalerie de la 5e brigade, avant d'être nommé colonel à l'état-major du gouverneur William Carroll ; par la suite, le titre de « colonel » continua de lui être attribué,. Même si la plupart des électeurs faisaient partie du clan Polk, le jeune politicien mena une campagne énergique. Il se distingua surtout par ses talents d'orateur qui lui valurent d'être surnommé Napoleon on the Stump (« Napoléon en campagne »). Le jour du vote, Polk battit son adversaire et titulaire du poste, William Yancey,.
Le 1er janvier 1824, à Murfreesboro, Polk épousa Sarah Childress, qu'il avait rencontré deux ans plus tôt, et avec laquelle il s'était fiancé en 1823. Fille d'un important promoteur et planteur esclavagiste du Tennessee, Sarah était issue d'une des familles les plus influentes de la région. Dotée d'une éducation bien supérieure à celle de la majorité des femmes de son temps, en particulier dans un État aussi reculé que le Tennessee, elle aida son mari tout au long de sa carrière politique, notamment pour rédiger ses discours, lui prodiguer des conseils politiques et participer activement à chacune de ses campagnes. Le biographe James Rawley note que la grâce, l'intelligence et le charme de la conversation de Sarah n'étaient pas sans compenser l'attitude souvent austère de son époux.  
Dans le cadre de ses activités de législateur, Polk s'opposa de plus en plus à son mentor Felix Grundy, en particulier sur la question de la réforme agraire, et afficha son soutien à la politique conduite en Floride par le gouverneur Andrew Jackson, considéré comme un héros de guerre pour sa victoire à la bataille de la Nouvelle-Orléans en 1815. Jackson était un ami commun aux familles Polk et Childress — Sarah et ses proches le surnommaient « oncle Andrew » — et James Polk se rallia très vite à sa volonté d'être candidat à l'élection présidentielle de 1824. Alors que la législature du Tennessee n'arrivait pas à se décider sur le choix du prochain sénateur au cours de l'année 1823, le nom de Jackson fut avancé. Polk se distancia alors de ses anciens alliés politiques et vota, en sa qualité de membre de la Chambre des représentants de l'État, en faveur du général, qui fut effectivement élu. Cette victoire permit à Jackson de bénéficier d'une expérience politique récente en plus de ses exploits militaires. Ce fut également le début d'une solide alliance entre Jackson et Polk qui perdura jusqu'à la mort du premier au début de la présidence du second. Durant la plus grande partie de sa carrière politique, Polk fut surnommé Young Hickory (« Jeune Noyer ») en référence au surnom de Jackson, Old Hickory (« Vieux Noyer »), ce qui illustre à quel point sa réussite était liée à celle de Jackson.
Lors de l'élection présidentielle de 1824, Jackson arriva en tête au sein du collège électoral et remporta également la majorité du vote populaire, mais il échoua à obtenir la majorité absolue des votes de grands électeurs. En conséquence, l'élection fut reportée à la Chambre des représentants et ce fut le secrétaire d'État John Quincy Adams, arrivé deuxième au scrutin général, qui fut choisi. Polk ainsi que bon nombre de partisans de Jackson pensaient qu'Adams devait son élection au fait que son rival Henry Clay, qui n'avait pas obtenu un nombre de voix suffisant pour se présenter au vote de la Chambre, s'était désisté en sa faveur en échange de la promesse de devenir le nouveau secrétaire d'État. Dès le mois d'août 1824, Polk avait déclaré sa candidature au poste de représentant pour le 6e district du Tennessee, dont l'élection devait se tenir l'année suivante. Le district en question s'étendait du comté de Maury jusqu'à la frontière avec l'Alabama au sud et la campagne de terrain entre les cinq candidats déclarés se déroula à un rythme soutenu ; Polk, en particulier, fit campagne avec une telle vigueur que Sarah s'inquiéta pour sa santé. Au cours de la campagne, ses adversaires affirmèrent que Polk, âgé de seulement 29 ans, était trop jeune pour exercer des responsabilités à l'échelle nationale, mais ce dernier remporta l'élection avec 3 669 voix sur 10 440 bulletins exprimés. Il prit ses fonctions au Congrès un peu plus tard dans l'année.

### À la Chambre des représentants
Lorsque Polk arriva à Washington pour l'ouverture de la session régulière du Congrès en décembre 1825, il s'installa à la pension Benjamin Burch avec d'autres représentants du Tennessee, dont Sam Houston. Il fit son premier grand discours le 13 mars 1826, dans lequel il réclamait l'abolition du collège électoral et l'élection du président au vote populaire. Toujours frustré par le souvenir du « marché corrompu » entre Adams et Clay, Polk critiqua vivement l'administration et vota fréquemment contre sa politique. Sarah Polk continua de résider à Columbia durant la première année du mandat de son mari au Congrès, mais elle l'accompagna à Washington à partir de décembre 1826 pour l'aider dans le traitement de sa correspondance et venir assister à ses discours.
Polk fut réélu en 1827 et continua de s'opposer à l'administration Adams. Il resta parallèlement en contact étroit avec Jackson auquel il servit de conseiller lorsque celui-ci retenta sa chance à l'élection présidentielle de 1828. À la suite de la victoire de Jackson sur Adams, Polk devint l'un des partisans les plus loyaux et les plus en vue du nouveau président à la Chambre. À ce titre, il combattit avec succès les initiatives relevant d'une politique de travaux publics, comme la construction d'une route entre Buffalo et La Nouvelle-Orléans ; de même, il fut satisfait du veto de Jackson à la loi Maysville Road (mai 1830), au motif que ce projet de financement pour l'extension d'une route au sein d'un unique État, le Kentucky, était contraire à la Constitution. Les adversaires de Jackson laissèrent entendre que le texte du veto, qui se plaignait hautement du penchant du Congrès à valider des projets clientélistes, avait été rédigé par Polk, mais ce dernier nia que ce fût le cas, affirmant que le message était entièrement de la main du président.
En 1832, Jackson s'opposa au renouvellement de la charte de la Seconde banque des États-Unis, ce qui marqua le début d'un conflit connu sous le nom de « guerre des banques » ; dans ce contexte agité, Polk se révéla pour le président un allié de poids à la Chambre des représentants. La Seconde banque, dirigée par Nicholas Biddle, détenait non seulement de la monnaie papier mais contrôlait également une grande partie des flux d'or et d'argent avec lesquels elle était habilitée à procéder à des remboursements. Un certain nombre de dirigeants des États de l'Ouest, à commencer par Jackson, étaient hostiles à la Seconde banque qu'ils considéraient comme un monopole agissant uniquement dans l'intérêt de leurs voisins de l'Est. En tant que membre du comité des voies et moyens de la Chambre, Polk enquêta sur les activités de la banque et, en dépit de l'approbation par le comité d'un projet de loi visant à renouveler la charte de l'établissement — qui devait arriver à expiration en 1836 —, il publia un rapport minoritaire très critique à l'égard de la Seconde banque. Le renouvellement de la charte fut voté par le Congrès en 1832 mais Jackson fit usage de son droit de veto et les parlementaires furent incapables de revenir sur sa décision. Les initiatives de Jackson, bien que très controversées à Washington, étaient fortement soutenues par l'opinion dans le reste du pays et il fut aisément reconduit la même année pour un nouveau mandat de quatre ans.
Comme de nombreux sudistes, Polk était favorable à une réduction des droits de douane sur les importations de produits manufacturés, et il accueillit d'un bon œil l'opposition de John C. Calhoun au « tarif des abominations » durant la crise de la nullification de 1832-1833. Il prit toutefois ses distances avec Calhoun qui prônait la sécession de la Caroline du Sud et se rapprocha de Jackson, dont il soutint les efforts destinés à réaffirmer l'autorité du gouvernement. Il condamna ainsi les partisans de la sécession et appuya le Force Bill à l'encontre de la Caroline du Sud, qui avait prétendu pouvoir interdire l'application des tarifs fédéraux à l'intérieur de l'État. Le litige fut résolu avec l'adoption d'un tarif de compromis par le Congrès.

### Gouverneur du Tennessee
Il fut élu gouverneur de l’État du Tennessee le 1er août 1839. Il resta en poste deux ans avant d'être battu en 1841 par le whig James C. Jones. Il se représenta en 1843 mais échoua une nouvelle fois face au même adversaire.

### Une désignation et une élection surprise
Aucun des candidats du Parti démocrate à la Convention pour l'élection de 1844 n'avait la majorité. Le mieux placé était de loin Martin Van Buren, ancien président, mais ses convictions peu favorables aux colons esclavagistes du Texas le rendaient hostile à l'annexion ; les délégués lui préférèrent alors Polk, et son programme expansionniste. Lors de l'élection Polk, relativement peu connu, fait une campagne vigoureuse et fait face à un candidat Whig qui est, lui aussi, contre l'annexion. Polk est finalement largement élu par le collège électoral malgré un vote populaire à peine en sa faveur.

## Présidence
Au moment où Polk arriva à la présidence, la population des États-Unis avait doublé tous les vingt ans depuis la guerre d'indépendance jusqu'à atteindre un niveau semblable à celle de la Grande-Bretagne. Le mandat de Polk bénéficia du progrès technologique avec le développement des chemins de fer et une utilisation accrue du télégraphe. L'amélioration des communications et l'embellie démographique contribuèrent à hisser les États-Unis au rang de grande puissance militaire et favorisèrent la mise en place d'une politique expansionniste.
Avant son investiture, Polk avait écrit à Cave Johnson : « j'entends être président des États-Unis par moi-même ». Il gagna rapidement une réputation de travailleur acharné, passant dix à douze heures par jour à son bureau et ne quittant que rarement Washington ; lui-même déclarait à ce sujet : « aucun président qui exerce ses fonctions avec foi et conscience ne peut avoir de loisir. Je préfère superviser moi-même l'ensemble de l'action du gouvernement plutôt que de déléguer les affaires publiques à des subordonnés, ce qui me donne de très grandes responsabilités ». Une fois arrivé au pouvoir, Polk fixa quatre grands objectifs pour son administration : rétablir un système de trésorerie indépendante — créé sous la présidence de Martin Van Buren mais aboli par les whigs —, réduire les droits de douane, acquérir tout ou partie du territoire de l'Oregon et enfin obtenir du Mexique la cession de la Californie. Ces objectifs se plaçaient dans la continuité des politiques mises en place par les précédentes administrations démocrates. Les objectifs de Polk en matière de politique étrangère, s'ils étaient réalisés, représenteraient les premières grandes expansions territoriales des États-Unis depuis la ratification du traité d'Adams-Onís en 1819.

### Période de transition et cérémonie d'investiture

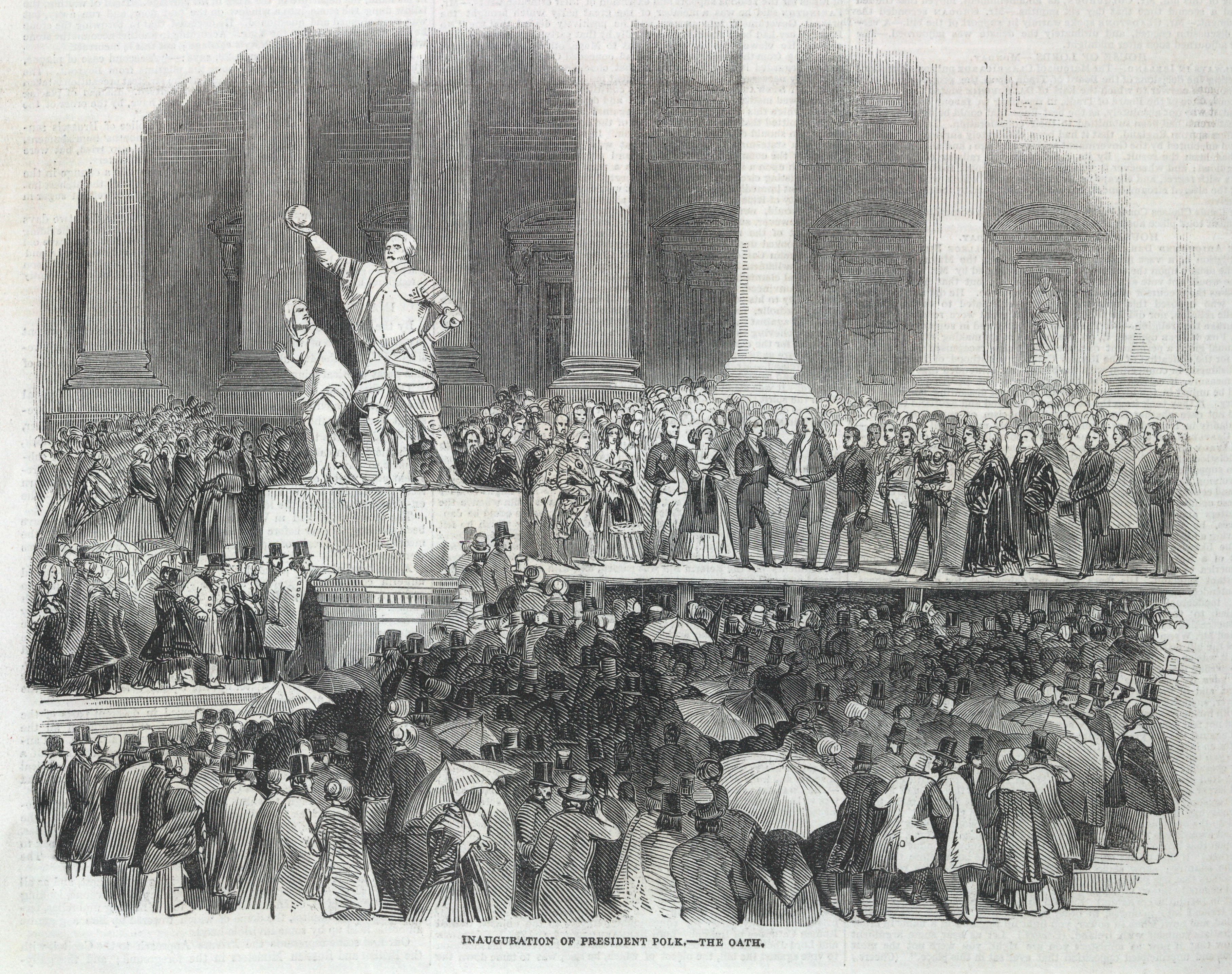
Investiture de James K. Polk devant l'aile est du Capitole. Illustration parue dans l'Illustrated London News le 19 avril 1845.

Dans les derniers mois de son administration, le président Tyler s'efforça de régler le problème posé par l'admission du Texas au sein de l'Union. Le Sénat avait déjà rejeté un précédent traité qui proposait le rattachement de la république texane aux États-Unis mais Tyler fit passer peu après une résolution commune au Congrès précisant les termes de l'annexion. Des divergences se firent jour sur la manière d'annexer le territoire et Polk fut impliqué dans les négociations afin de dénouer l'impasse. Avec l'aide de Polk, la résolution d'annexion fut presque adoptée à l'unanimité par le Sénat. Tyler ne savait pas s'il devait signer la résolution ou laisser ce soin à Polk et il demanda à Calhoun de consulter le président-élu mais celui-ci refusa de se prononcer. La veille de son départ, le 3 mars 1845, le président Tyler adressa finalement aux dirigeants texans une offre d'annexion en bonne et due forme.
Au moment d'entrer en fonction le 4 mars 1845, Polk était à 49 ans le plus jeune président de l'histoire américaine. L'investiture de Polk fut la première cérémonie de ce genre à être annoncée par le télégraphe et à faire l'objet d'une illustration dans la presse — en l'occurrence l'Illustrated London News. Dans son discours d'investiture, prononcé sous une pluie battante, Polk exprima clairement son soutien à l'annexion du Texas en l'incluant implicitement dans les « 28 États de l'Union ». Il revendiqua sa fidélité aux principes de Jackson en citant ce toast porté par son mentor : « tout homme qui aime son pays doit trembler à l'idée de sa dissolution et doit adopter ce sentiment patriotique : à notre Union, elle doit être maintenue ». Il déclara ensuite qu'il était opposé à la création d'une banque nationale et que les droits de douane n'excluaient pas un protectionnisme ponctuel. Il fit également allusion, sans y faire directement référence, à la question de l'esclavage en critiquant ceux qui tentaient d'abattre une institution protégée par la Constitution. Polk consacra la deuxième partie de son discours à la politique étrangère, et plus spécifiquement à l'expansion territoriale. Il se félicita du processus d'annexion du Texas, déclarant que cela n'était l'affaire d'aucune autre nation et certainement pas celle du Mexique. Il parla enfin du territoire de l'Oregon et des migrants en promettant de sauvegarder les intérêts des États-Unis dans cette région et de protéger les colons.  

### Organisation du cabinet
Informé de sa victoire le 15 novembre 1844, Polk s'attela à former un cabinet géographiquement équilibré. Il consulta Jackson et un ou deux de ses plus proches alliés et décida que les États de New York, de Pennsylvanie et de Virginie ainsi que son État natal du Tennessee devaient être représentés au sein du cabinet. À une époque où le président entrant était libre de conserver tout ou partie du cabinet de son prédécesseur, Polk souhaitait renouveler intégralement l'équipe gouvernementale, mais cela fut difficile à mettre en pratique. Le dernier secrétaire d'État de Tyler, John C. Calhoun, exerçait une influence considérable au sein du Parti démocrate mais, approché par des émissaires, il ne prit pas ombrage des intentions du président-élu et accepta de se retirer. 
En constituant son propre gouvernement, Polk écouta le conseil de Jackson qui lui avait recommandé d'éviter des individus nourrissant eux-mêmes des ambitions pour la présidence. Il choisit cependant de nommer James Buchanan au poste crucial et prestigieux de secrétaire d'État. Cave Johnson, un proche de Polk, accéda à la fonction de Postmaster General tandis que George Bancroft, un historien qui avait joué un rôle décisif dans l'élection de Polk, fut nommé secrétaire à la Marine. Les choix de Polk pour le cabinet furent approuvés par Jackson, que Polk rencontra pour la dernière fois en janvier 1845 puisque l'ancien président devait mourir en juin de la même année.
Polk était personnellement attaché au secrétaire à la Marine en poste, le Virginien John Y. Mason, qu'il avait connu à l'université et qui l'avait soutenu dans sa carrière politique. Mason ne figurait pas sur la liste originelle des membres du cabinet mais Polk le désigna finalement à la dernière minute pour le poste de procureur général. Polk choisit également le sénateur du Mississippi Robert J. Walker comme secrétaire au Trésor et le gouverneur de l'État de New York William L. Marcy en tant que secrétaire à la Guerre. Toutes ces nominations furent confirmées par le Sénat après l'investiture de Polk. Le cabinet fonctionna de manière harmonieuse et sa composition ne varia pas beaucoup sous la présidence de Polk. L'année 1846 fut cependant l'occasion d'un remaniement lorsque Bancroft, qui voulait obtenir un poste dans la diplomatie, devint ambassadeur des États-Unis en Grande-Bretagne. 
En plus de la formation de son cabinet, Polk choisit le fils de sa sœur, Joseph Knox Walker, pour lui servir de secrétaire personnel, une position particulièrement importante car en dehors de ses esclaves, Polk n'avait aucun personnel à la Maison-Blanche. Walker, qui résidait sur place avec sa famille, s'acquitta de sa tâche avec compétence tout au long de la présidence de son oncle. D'autres membres de la famille Polk séjournèrent à la Maison-Blanche parfois pendant de longues périodes. 

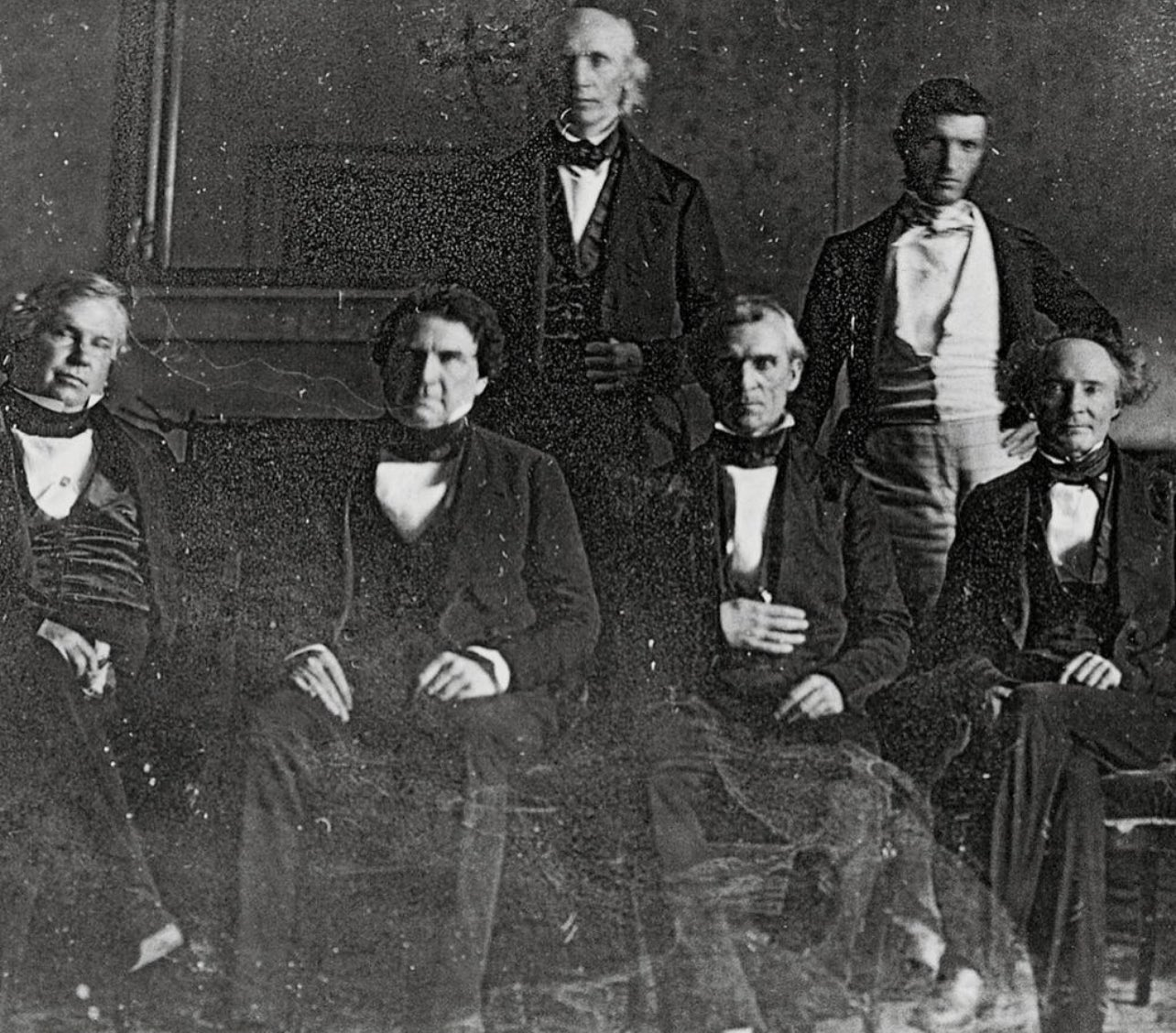
Le président Polk entouré de son cabinet. Au premier rang, de gauche à droite : John Y. Mason, William L. Marcy, James K. Polk et Robert J. Walker ; au second rang : Cave Johnson et George Bancroft (James Buchanan est absent de la photo).

### Une politique étrangère expansionniste

#### Partage de l'Oregon

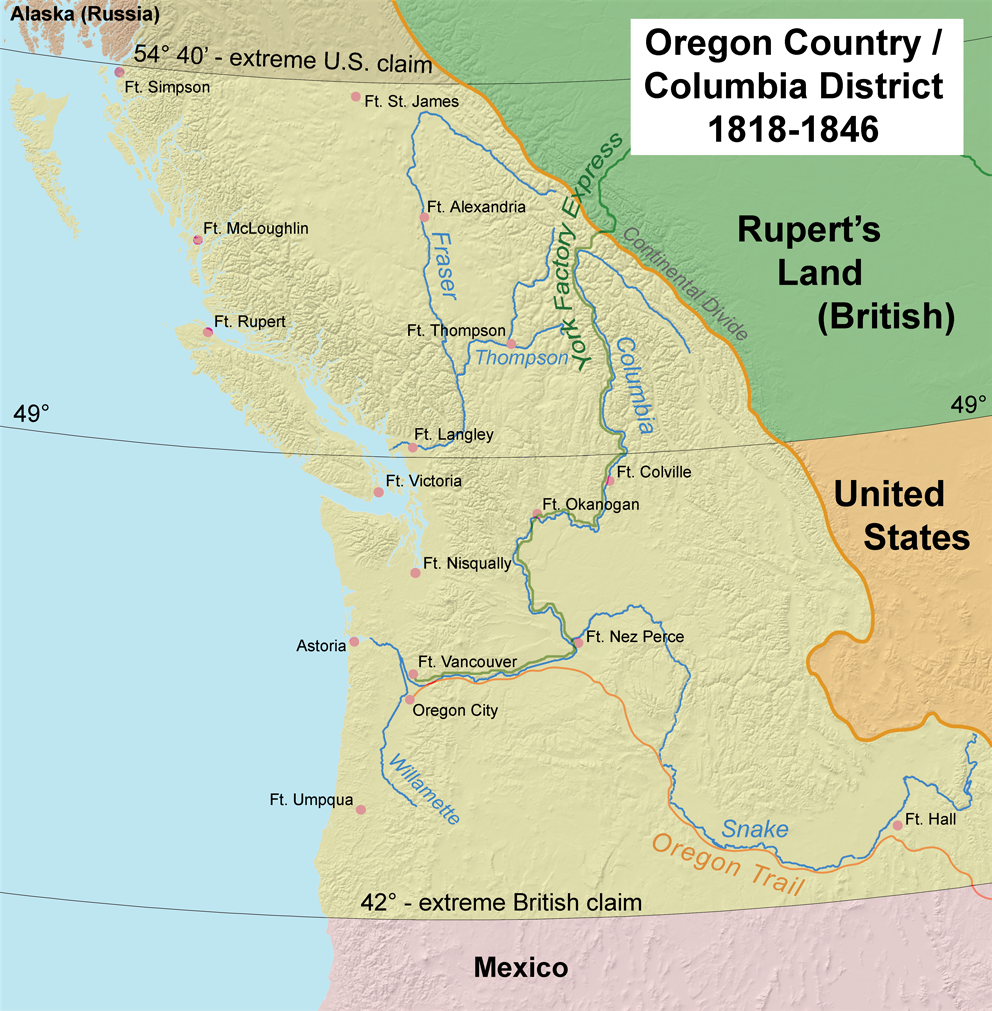
Carte du territoire de l'Oregon, que le traité conclu en 1846 divisa entre Américains et Britanniques à hauteur du 49e parallèle.

Depuis la signature du traité de 1818, le territoire de l'Oregon était occupé conjointement par la Grande-Bretagne et les États-Unis. Les précédentes administrations américaines avaient proposé de diviser la région à hauteur du 49e parallèle nord, mais les Britanniques, qui avaient des intérêts commerciaux le long du fleuve Columbia, refusèrent. Le plan de partition suggéré par la Grande-Bretagne n'était pas davantage acceptable pour Polk car il lui aurait fallu rétrocéder le Puget Sound et toutes les terres au nord du fleuve Columbia aux Britanniques. L'ambassadeur de Tyler à Londres, Edward Everett, avait évoqué une autre solution qui prévoyait de diviser la plus grande partie du territoire à hauteur du 49e parallèle tout en offrant aux Britanniques le contrôle de l'île stratégique de Vancouver, mais le mandat de Tyler prit fin avant que les négociations aient pu aboutir.
Les deux partis espéraient en arriver à un compromis acceptable mais tant les États-Unis que la Grande-Bretagne voyaient ce territoire comme un atout géopolitique important afin de s'affirmer comme la puissance dominante en Amérique du Nord. Lorsqu'il prit ses fonctions, Polk déclara qu'il considérait les revendications américaines sur l'Oregon comme « claires et sans concession ». Cela lui attira des menaces de guerre de la part des dirigeants britanniques qui redoutaient que Polk n'ambitionnât de s'emparer du territoire tout entier. Cependant, contrairement à ce que laissait paraître sa rhétorique belliciste et son désir d'annexer purement et simplement la région, Polk estimait qu'une guerre avec la Grande-Bretagne n'était pas nécessaire et lui et Buchanan décidèrent d'ouvrir les négociations. À l'instar de ses prédécesseurs, Polk proposa une division le long du 49e parallèle mais cette idée fut immédiatement rejetée par l'ambassadeur britannique, Richard Pakenham.
À la suite de ce refus, Polk rompit les négociations et se rallia à la ligne de son parti qui réclamait « l'Oregon tout entier », jusqu'à la ligne 54°40' qui marquait la frontière avec l'Alaska. Le slogan « 54-40 ou la mort ! » fit florès chez les démocrates. Le secrétaire d'État James Buchanan était inquiet à l'idée d'un conflit simultané avec le Mexique et la Grande-Bretagne mais Polk était prêt à courir le risque d'une guerre sur deux fronts pour en arriver à un règlement favorable aux intérêts du pays. Alors que l'année 1845 touchait à sa fin, Polk se prépara à remettre au Royaume-Uni un préavis d'un an, comme stipulé par le traité de 1818, expliquant son intention de mettre fin à l'occupation conjointe du territoire.

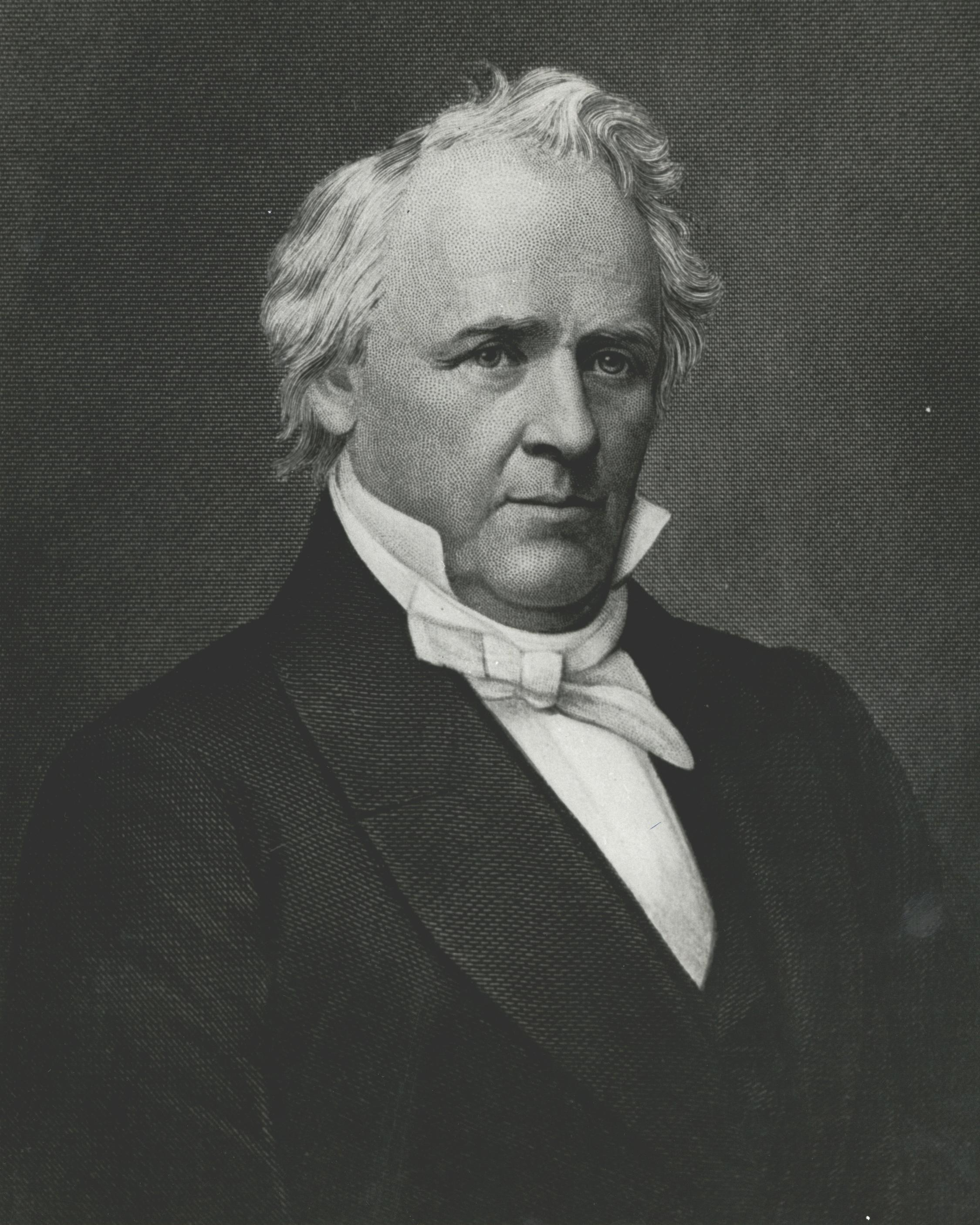
Le secrétaire d'État américain, James Buchanan, joua un rôle important lors des négociations.

Lorsque le secrétaire d'État britannique aux Affaires étrangères Lord Aberdeen eut connaissance de la proposition rejetée par Pakenham, il demanda aux États-Unis de rouvrir les négociations. Polk se refusa à émettre une nouvelle solution mais laissa aux Britanniques la possibilité d'effectuer une contre-offre. Sur l'insistance de Buchanan, Polk fit savoir qu'il s'engagerait à prendre les demandes britanniques en considération et à les transmettre au Sénat dans le cas où Londres proposerait un accord similaire à celui d'Everett. Les négociations avec le Royaume-Uni provoquèrent de vifs débats au Congrès. Des occidentaux comme Lewis Cass continuaient de réclamer l'intégralité de l'Oregon mais Polk devait faire face à la pression de plus en plus forte des sudistes menés par John C. Calhoun qui craignaient qu'une guerre avec la Grande-Bretagne ne menace les exportations de coton.
Après la brève chute du Premier ministre britannique Robert Peel et de son second ministère, Peel et Aberdeen entendirent coopérer de façon plus étroite avec les États-Unis dans le cadre d'une politique de réorientation au sujet du libre-échange. En mars 1846, Polk autorisa Buchanan à informer l'ambassadeur américain en Grande-Bretagne, Louis McLane, que son administration se montrerait favorable à une offre du cabinet anglais basée sur une division à hauteur du 49e parallèle. Au mois de juin, Pakenham présenta une proposition de son gouvernement visant à établir une frontière au 49e parallèle à la condition que la Grande-Bretagne puisse conserver l'île de Vancouver et des droits de navigation limités sur le fleuve Columbia. Polk et la plupart des membres de son cabinet étaient prêts à accepter l'offre mais Buchanan, dans un revirement inattendu, se déclara partisan d'une prise de contrôle total de l'Oregon par les États-Unis. Ayant finalement reçu l'accord réticent de Buchanan et celui d'une grande partie des sénateurs de son camp, Polk envoya le traité au Sénat pour ratification. Le texte fut adopté par 41 voix contre 14, ce qui marqua le règlement définitif de la question de l'Oregon entre les États-Unis et la Grande-Bretagne. L'attitude belliqueuse de Polk à l'égard du Royaume-Uni avait fait craindre le pire mais sa dureté dans la conduite des négociations diplomatiques avait incité les Britanniques à effectuer un certain nombre de concessions — notamment à propos du fleuve Columbia —, ce qu'un président plus conciliateur n'aurait peut-être pas réussi à obtenir.

#### Annexion du Texas
Sitôt informé de l'élection de Polk à la présidence, le président Tyler fit pression sur le Congrès pour que celui-ci adopte une résolution commune admettant le Texas au sein de l'Union, ce qui fut fait le 28 février 1845. Tyler envoya immédiatement Andrew Jackson Donelson comme messager auprès de l'ambassadeur des États-Unis au Texas afin de soumettre aux Texans une offre d'annexion. La première grande décision à laquelle fut confronté Polk lorsqu'il entra en fonction fut de savoir s'il devait rappeler l'émissaire envoyé par Tyler au Texas. Il choisit finalement de le laisser arriver à destination dans l'espoir d'une réponse positive des Texans. Dans le même temps, il dépêcha sur place le représentant Archibald Yell de l'Arkansas pour donner l'assurance aux Texans que les États-Unis défendraient leur territoire et qu'ils s'engageaient à appuyer leurs revendications,. Les Texans réclamaient en effet la propriété de toutes les terres au nord du Río Grande alors que les Mexicains estimaient que la véritable frontière texane était délimitée plus au nord par le Rio Nueces. Polk confirma également Donelson dans ses fonctions et celui-ci parvint à convaincre les dirigeants texans d'accepter la proposition faite par l'administration Tyler. La population du Texas était majoritairement favorable à l'annexion mais certains responsables texans, dont le président Anson Jones, jugeaient le processus trop rigide car ce dernier ne laissait que peu de marge à la négociation. En juillet 1845, une convention réunie à Austin valida néanmoins l'annexion du Texas, et en décembre de la même année, Polk ratifia une résolution qui faisait du Texas le 28e État de l'Union. De son côté, le Mexique, qui n'avait jamais reconnu l'établissement de la république texane et considérait que cette dernière faisait toujours partie intégrante de son territoire, rompit les négociations diplomatiques au mois de mars.

#### Guerre contre le Mexique

##### Origines de la guerre

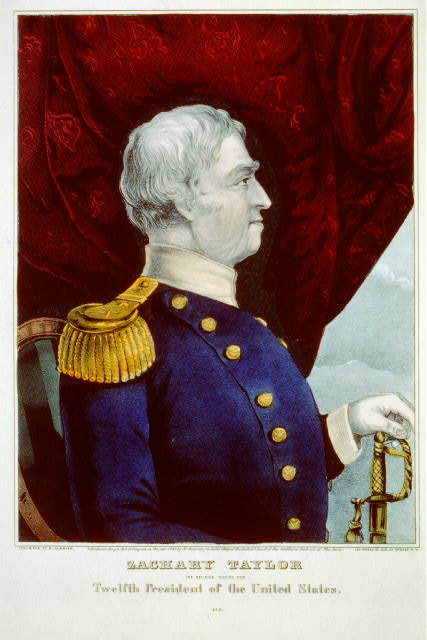
Le général Zachary Taylor fut chargé du commandement des troupes américaines sur le Río Grande.

À la suite de la ratification du traité d'annexion par le Texas en 1845, un conflit armé était perçu des deux côtés de la frontière comme de plus en plus probable. Polk commença à se préparer à cette éventualité en envoyant au Texas une armée dirigée par le général Zachary Taylor. Celui-ci et le commodore David Conner de l'U.S. Navy avaient pour ordre de ne tenter aucune action offensive mais devaient cependant se tenir prêt en vue d'un possible déclenchement des hostilités. En dépit de ces préparatifs, Polk ne voyait pas la solution militaire comme une finalité et pensait que le Mexique finirait par céder à ses revendications.
En plus de ses ambitions sur le Texas, Polk craignait que les Britanniques ou une autre puissance européenne ne prennent le contrôle de la Californie si celle-ci restait aux mains des Mexicains et il espérait qu'une démonstration de force des troupes de Taylor et de Conner inciterait le gouvernement mexicain à négocier. À la fin de l'année 1845, Polk envoya le diplomate John Slidell à Mexico afin d'obtenir la cession de la Californie contre le versement d'une somme comprise entre 20 et 40 millions de dollars. Slidell arriva dans la capitale mexicaine au mois de décembre. Le président mexicain José Joaquín de Herrera était ouvert aux négociations mais les créances de Slidell furent rejetés par son conseil de gouvernement. À la même époque, Herrera fut renversé en grande partie à cause de son incapacité à négocier avec les États-Unis et de la colère suscitée par le projet de mise en vente de larges portions du territoire mexicain. Herrera fut remplacé par le général Mariano Paredes y Arrillaga qui lança la rédaction d'une nouvelle constitution. Les négociations entreprises avec un gouvernement aussi instable ayant peu de chances d'aboutir, le secrétaire à la Guerre Marcy ordonna au général Taylor de se porter sur le Río Grande. Polk soutenait quant à lui la formation d'un gouvernement qui serait dirigé par un Mexicain exilé, le général Antonio López de Santa Anna, dans l'espoir que celui-ci serait plus favorable à céder des portions de la Californie aux Américains. Un conseiller de Santa Anna, Alejandro Atocha, avait fait savoir à Polk que seule la menace d'une guerre donnerait au gouvernement mexicain la marge de manœuvre nécessaire à la revente d'une partie des possessions mexicaines.

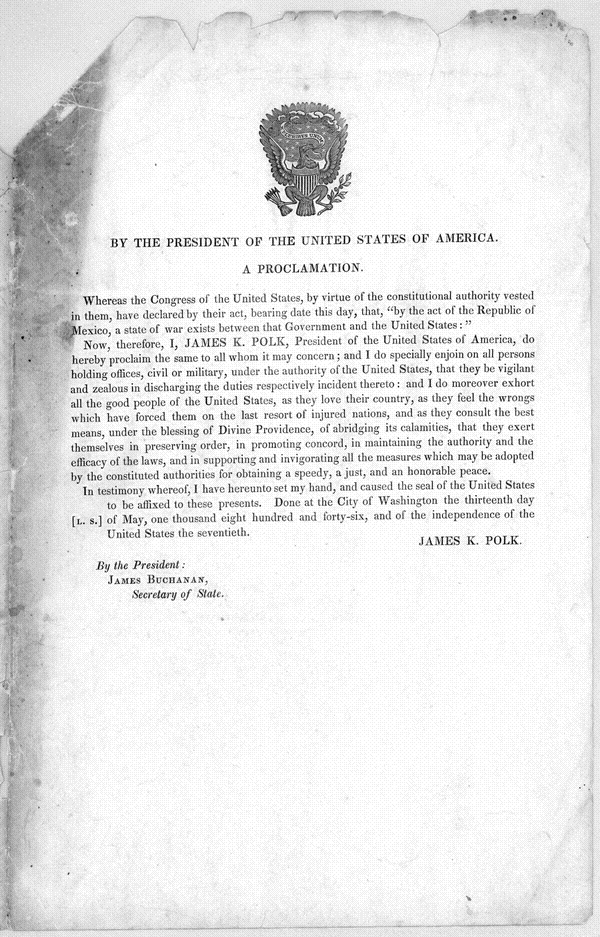
Proclamation par laquelle le président Polk déclara officiellement la guerre au Mexique.

En mars 1846, Slidell quitta le Mexique, le gouvernement ayant refusé de le recevoir. Slidell fut de retour à Washington au mois de mai et il annonça que les négociations avec les Mexicains se solderaient vraisemblablement par un échec. Polk prit le traitement infligé à son diplomate comme une insulte, « une raison suffisante pour faire la guerre », et il se prépara à demander au Congrès de déclarer officiellement la guerre au Mexique. Simultanément, à la fin du mois de mars, le général Taylor avait atteint le Río Grande et son armée campait sur les bords du fleuve non loin de Matamoros. En avril, le général mexicain Pedro de Ampudia demanda à Taylor de retourner sur le Rio Nueces mais Taylor refusa et entama le blocus de Matamoros. Une escarmouche sur la rive nord du Río Grande vit la mort ou la capture de plusieurs douzaines de soldats américains ; cet affrontement mineur devint connu sous le nom d'affaire Thornton. Alors que l'administration américaine était sur le point de solliciter une déclaration de guerre, le président Polk fut informé de l'ouverture des hostilités sur le Río Grande. Dans un message adressé au Congrès, Polk justifia sa décision d'envoyer Taylor sur le Río Grande et déclara que l'armée mexicaine, en franchissant le fleuve, avait envahi le territoire des États-Unis. Il affirma que le pays était d'ores et déjà dans un état de guerre et il demanda au Congrès de lui donner la possibilité d'y mettre un terme. Le discours de Polk avait été arrangé de manière à présenter la guerre comme une légitime défense du pays face à un État voisin au comportement perturbateur. Dans son message, Polk déclara que Slidell s'était rendu au Mexique afin d'obtenir la reconnaissance de l'annexion du Texas par le gouvernement mexicain mais il évita de mentionner que cette ambassade avait également eu pour but de négocier l'achat de la Californie.
Certains whigs, à l'exemple d'Abraham Lincoln, mirent en doute la version des événements donnée par Polk mais la Chambre approuva néanmoins à une écrasante majorité la résolution qui autorisait le président à lever 50 000 volontaires. Au Sénat, les opposants à la guerre menés par Calhoun contestèrent également les motifs invoqués par Polk dans son discours mais le texte voté à la Chambre fut adopté par le Sénat par 40 voix contre 2, ce qui marqua officiellement le début de la guerre américano-mexicaine. La plupart de ceux qui s'étaient opposés à la guerre avaient voté en faveur de la résolution pour ne pas voir leur carrière politique entachée par ce qui pouvait être perçu comme un manque de patriotisme et une volonté de ne pas participer à l'effort de guerre national.

##### Déroulement du conflit
- Territoire disputé
- Territoire des États-Unis, 1848
- Territoire mexicain, 1848
- Après le traité de Guadalupe Hidalgo

Territoire disputé
Territoire des États-Unis, 1848
Territoire mexicain, 1848
Après le traité de Guadalupe Hidalgo Carte générale des opérations lors de la guerre américano-mexicaine.

En mai 1846, Taylor conduisit les forces américaines lors de l'indécise bataille de Palo Alto, la première grande bataille de la guerre. Le jour suivant, il remporta la bataille du Resaca de la Palma qui élimina la possibilité d'une incursion mexicaine sur le territoire américain. Dans le même temps, Winfield Scott, qui était le seul major général en poste dans l'armée des États-Unis au début de la guerre, se vit offrir la position de commandant en chef. Polk, le secrétaire à la Guerre Marcy et Scott s'accordèrent sur une stratégie qui visait à s'emparer du nord du Mexique afin de parvenir à un accord de paix favorable avec les Mexicains. Cependant, la mésentente entre Polk et Scott fut immédiate, une situation qui était notamment due au fait que Scott était proche du Parti whig et qu'il avait été un rival d'Andrew Jackson. En outre, Polk voulait s'assurer que les commandements à responsabilités soient équitablement répartis entre whigs et démocrates et il fut ulcéré lorsqu'il apprit que Scott pensait différemment ; Scott agaça également le président en s'opposant à ses tentatives d'augmenter le nombre de généraux. En profond désaccord avec Scott, Polk lui ordonna de rester à Washington et chargea Taylor du commandement des opérations sur le front mexicain. Il demanda aussi au commodore Conner de favoriser le retour de Santa Anna au Mexique et envoya un corps expéditionnaire dirigé par Stephen W. Kearny sur Santa Fe.
En 1845, Polk, dans la crainte d'une intervention française ou britannique, dépêcha en Californie le lieutenant Archibald H. Gillespie (en) avec pour mission de fomenter une rébellion pro-américaine destinée à justifier l'annexion du territoire. Après s'être entretenu avec Gillespie, le capitaine John Charles Frémont mena un groupe de colons au nord de la Californie afin de chasser la garnison mexicaine de Sonoma. En août 1846, les troupes américaines de Kearny occupèrent Santa Fe, capitale de la province du Nouveau-Mexique. Le gouverneur mexicain, Manuel Armijo (en), avait quitté la province et Kearny put entrer dans la ville sans tirer un seul coup de feu. Approximativement à la même période, le commodore Robert Field Stockton débarqua à Los Angeles et proclama que la Californie appartenait désormais au gouvernement fédéral. Une révolte fut réprimée par les forces américaines et les États-Unis contrôlaient à présent deux provinces du nord du Mexique. Toutefois, le théâtre occidental du conflit dégénéra en un véritable casse-tête politique pour Polk après qu'une dispute entre Frémont et Kearny ait été à l'origine d'une brouille entre Polk et l'influent sénateur du Missouri Thomas Hart Benton, qui était aussi le beau-père de Frémont.

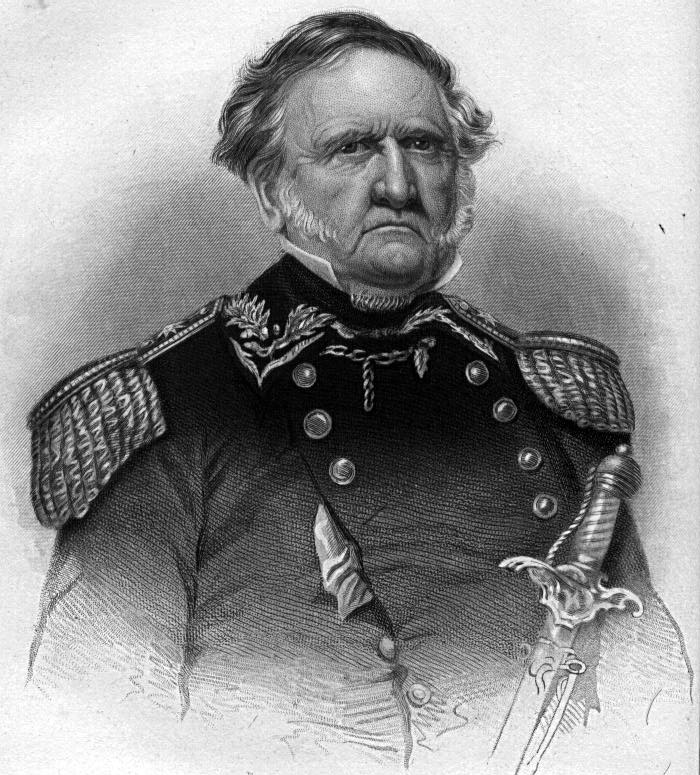
Le général Winfield Scott commanda l'attaque sur Veracruz.

À ses débuts, le conflit rencontra une large approbation au sein de la population américaine. Cependant, un membre whig du Congrès, Columbus Delano, accusa Polk d'avoir provoqué les hostilités et l'opposition whig à la guerre se fit de plus en plus forte. En août 1846, lorsque Polk demanda au Congrès de lui accorder 2 millions de dollars en guise d'acompte pour un éventuel achat de la Californie, l'opposition à la guerre s'enflamma car Polk n'avait jamais rendu public son désir d'annexer partiellement le Mexique (en dehors des territoires réclamés par le Texas). Un démocrate de Pennsylvanie fraîchement élu, David Wilmot, proposa un amendement à la loi afin de bannir l'esclavage de tout territoire nouvellement acquis. La clause Wilmot, ainsi qu'elle devint connue, introduisit la question de l'esclavage dans le conflit américano-mexicain. La loi d'appropriation, à laquelle était rattachée la clause Wilmot, fut votée à la Chambre par 87 voix contre 64 mais échoua au Sénat. Les bruyantes réticences à la guerre et la montée en puissance des débats autour de l'esclavage jouèrent contre les démocrates qui perdirent le contrôle de la Chambre lors des élections législatives de 1846. Polk parvint toutefois au début de l'année 1847 à faire adopter une loi qui autorisait la levée de nouveaux régiments et il obtint également satisfaction au sujet des fonds demandés pour l'achat de la Californie.
En juillet 1846, Alexander Slidell Mackenzie rencontra Santa Anna au nom du gouvernement américain et lui exposa que les États-Unis étaient prêts à payer pour acquérir la baie de San Francisco et plusieurs autres portions de la Haute-Californie. Santa Anna rentra à Mexico en septembre 1846 mais déclara qu'il combattrait les Américains. La duplicité de Santa Anna ayant été ainsi révélée au grand jour, et les Mexicains ayant par ailleurs repoussé ses offres de paix, Polk ordonna un débarquement militaire à Veracruz, le plus important des ports mexicains situé dans le golfe du Mexique. Lors de la bataille de Monterrey qui eut lieu en septembre 1846, Taylor défit une armée mexicaine commandée par Ampudia mais autorisa ce dernier à se retirer, à la consternation de Polk. Taylor reçut l'ordre de rester à proximité de Monterrey et Polk se résigna à faire appel à Winfield Scott pour superviser l'attaque sur Veracruz. Le dissentiment de Polk à l'égard de Scott n'avait pas désamorcé mais Marcy et les autres membres du cabinet avaient le pas sur le président pour sélectionner le plus ancien général de l'armée au commandement des troupes. Alors qu'une marche de Monterrey à Mexico était rendue impossible par l'état du terrain, Polk décida qu'un corps expéditionnaire américain débarquerait à Veracruz et marcherait ensuite sur la capitale mexicaine. En mars 1847, Polk apprit néanmoins que Taylor avait désobéi aux ordres et avait repris sa progression vers le Sud, capturant la ville de Saltillo dans le nord du pays. Lors de la bataille de Buena Vista, Taylor infligea une sérieuse défaite à l'armée mexicaine de Santa Anna, pourtant supérieure en nombre. Taylor fut félicité pour sa victoire mais les opérations dans ce secteur s'étaient globalement révélées peu concluantes et Polk considérait qu'elles n'avaient pas eu une grande influence sur le déroulement de la guerre. Pendant que Taylor se mesurait à Santa Anna, Scott débarqua à Veracruz et prit rapidement le contrôle de la cité. À la suite de ce succès, Polk envoya Nicholas Trist, clerc du département d'État, pour négocier un traité de paix avec les dirigeants mexicains. Trist avait pour consigne de réclamer la cession de la Haute et Basse Californie, celle du Nouveau-Mexique, la reconnaissance du Río Grande comme la frontière sud avec le Texas et un accès américain à l'isthme de Tehuantepec. Trist était autorisé à verser un dédommagement de 30 millions de dollars en échange de ces concessions.

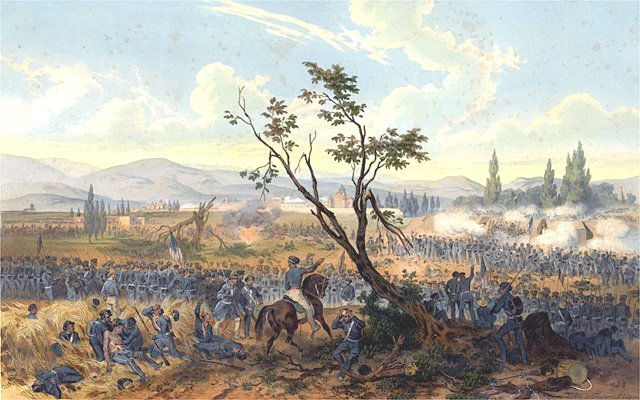
La bataille de Churubusco, remportée par Scott le 23 août 1847.

En avril 1847, Scott vainquit une première fois Santa Anna à la bataille de Cerro Gordo. Cette victoire décisive ouvrait la route de Mexico aux troupes américaines. Au mois d'août, Scott battit Santa Anna par deux fois, à la bataille de Contreras puis à la bataille de Churubusco. Ayant ainsi triomphé de forces supérieures, l'armée de Scott était en mesure d'assiéger la capitale mexicaine. Santa Anna se vit accorder une trêve et le ministre mexicain des Affaires étrangères prévint Trist que son gouvernement était prêt à entamer des négociations. Cependant, les délégations des deux camps ne parvinrent pas à s'entendre sur les termes car le Mexique ne voulait concéder que partiellement la Haute Californie et refusait de reconnaître la frontière texane à hauteur du Río Grande. Les discussions étaient toujours en cours lorsque les troupes de Scott s'emparèrent de la capitale mexicaine à l'issue de la bataille de Mexico. Un violent débat fit surface aux États-Unis afin de déterminer la portion de territoire mexicain qui devait être annexé par les États-Unis ; les whigs comme Henry Clay estimaient que les revendications américaines devaient se limiter à la question de la frontière texane mais certains expansionnistes étaient partisans d'une annexion totale du Mexique. Exaspéré par la lenteur des tractations et troublé par les rumeurs qui affirmaient que Trist était disposé à faire des concessions au sujet de la frontière sur le Río Grande, Polk ordonna à Trist de regagner Washington. Polk était décidé à occuper une grande partie du territoire mexicain et il attendit une offre de paix de ses adversaires. À la fin de l'année 1847, Polk apprit que Scott et Trist avaient tenté de corrompre les représentants mexicains afin d'ouvrir les négociations et qu'un de ses amis, Gideon Johnson Pillow, avait été traduit en cour martiale sur ordre de Scott. Particulièrement scandalisé par ce dernier événement, Polk rappela Scott et le remplaça par William Orlando Butler.

#### Traité de Guadalupe Hidalgo
En septembre 1847, Manuel de la Peña y Peña remplaca Santa Anna à la présidence du Mexique. Peña et ses alliés appartenaient au camp modéré et ils manifestèrent leur intention de négocier dans les meilleurs délais selon les termes convenus par l'administration Polk. Le mois suivant, Trist fut rappelé à Washington. Après une période d'indécision, et avec l'aval de Scott et du gouvernement mexicain, le diplomate décida néanmoins de rester et d'entrer en négociation avec les autorités à Mexico. Polk n'avait en effet prévu personne pour le remplacer et Trist pensait qu'il ne pouvait pas rater l'opportunité de mettre fin à la guerre dans des conditions favorables. Polk fut outré du procédé mais laissa néanmoins le temps nécessaire à Trist pour essayer d'élaborer un traité.
Tout au long du mois de janvier 1848, Trist s'entretint régulièrement avec des représentants mexicains à Guadalupe Hidalgo, une petite ville au nord de Mexico. Trist était prêt à laisser la Basse-Californie au Mexique mais marchanda avec succès la cession d'une partie de la Haute-Californie et surtout de l'importante cité portuaire de San Diego. La délégation mexicaine accepta de reconnaître la frontière sur le Río Grande alors que Trist abandonna les revendications américaines antérieures à la guerre. Les clauses qui devaient composer le futur traité comprenaient en outre le droit pour les citoyens mexicains résidant dans des territoires annexés par les États-Unis de partir ou de prendre la nationalité américaine, la protection des biens ecclésiastiques et le versement d'une somme de 15 millions de dollars au Mexique. Les troupes fédérales devaient également lutter contre les raids indiens transfrontaliers. Le traité de Guadalupe Hidalgo fut ratifié par Trist et la délégation mexicaine le 2 février 1848 et le document fut transmis au président Polk le 19 du même mois. Polk était toujours en colère contre Trist pour avoir désobéi à ses ordres mais il n'en valida pas moins les termes du traité avec la majorité de son cabinet. Seuls Buchanan, qui espérait davantage de gains territoriaux, et le secrétaire au Trésor Walker, qui réclamait l'annexion pure et simple du Mexique, désapprouvèrent le texte. Polk avait également envisagé une expansion territoriale plus importante mais il fut tout même assez satisfait des concessions obtenues et était par-dessus tout empressé de mettre un terme au conflit.

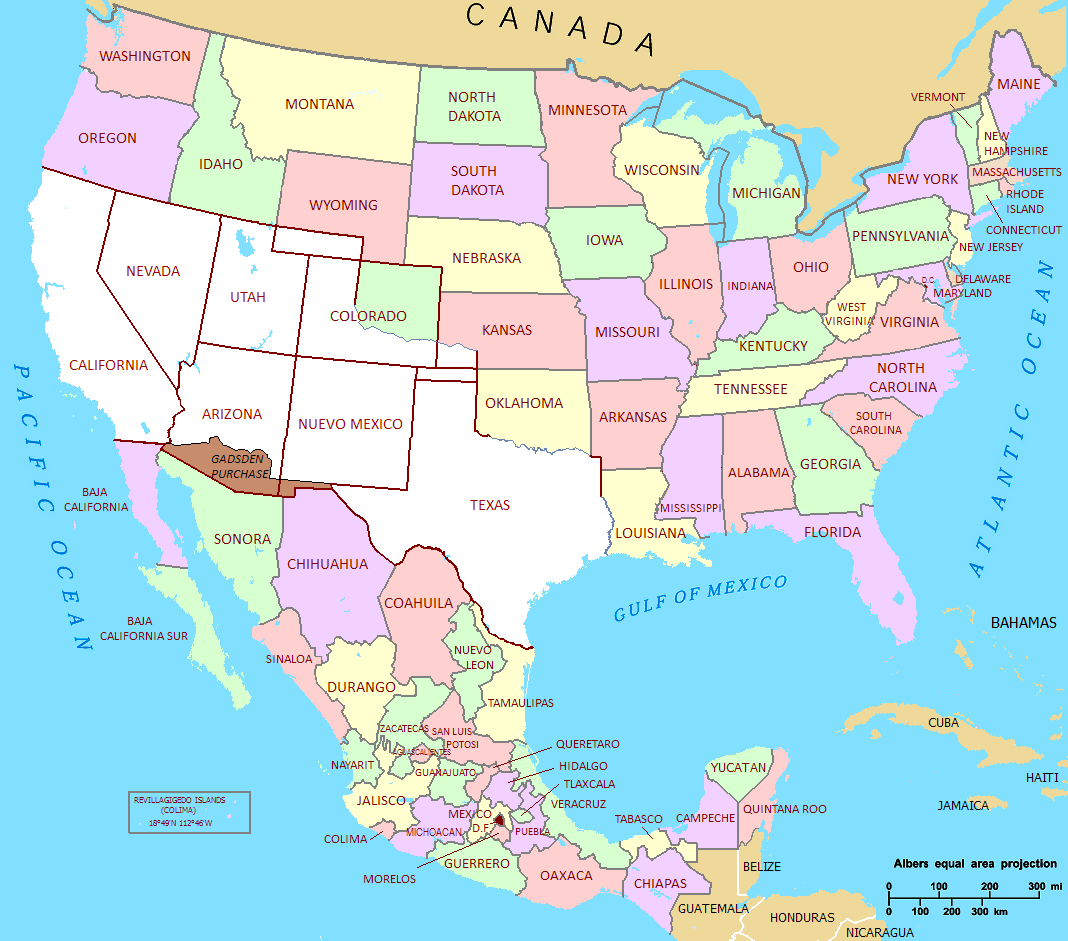
Carte des territoires cédés par le Mexique : la cession mexicaine figure en blanc, l'achat Gadsden en marron.

Le traité fut envoyé au Sénat où il devait encore rassembler une majorité des deux tiers pour être ratifié, ce qui était pour le moins incertain car plusieurs sénateurs, et notamment ceux qui ne voulaient pas de l'annexion d'un quelconque territoire mexicain, se déclarèrent opposés au texte. Le 10 mars, le Sénat donna finalement son accord au traité par 38 voix contre 14, les votes pour ou contre étant répartis indépendamment de toute considération géographique ou partisane. Le Sénat avait apporté quelques modifications au traité avant ratification et Polk craignait que cette nouvelle version soit rejetée par le gouvernement mexicain. En définitive, le président fut informé le 7 juin que Mexico avait à son tour ratifié le traité, ce qui mit fin à la guerre. Avec l'acquisition de la Californie, Polk pouvait se targuer d'avoir respecté ses quatre grands engagements de la campagne présidentielle.
La cession mexicaine donna aux États-Unis le contrôle d'un immense territoire de 1 500 000 km2, dont une importance façade littorale sur le Pacifique. Les terres récupérées sur le Mexique représentaient la totalité des États actuels de Californie, du Nevada et de l'Utah, une majorité de l'Arizona ainsi que d'une partie du Colorado, du Nouveau-Mexique et du Wyoming. Le traité reconnaissait par ailleurs l'annexion du Texas et la domination américaine sur le territoire compris entre le Rio Nueces et le Río Grande. Cette guerre avait coûté la vie à 14 000 Américains et 25 000 Mexicains ainsi qu'approximativement 100 millions de dollars au budget fédéral,.

#### Après la guerre: la question des territoires
Polk annonça officiellement la fin des hostilités le 4 juillet 1848. Sa tâche n'était toutefois pas encore terminée car il fallait désormais établir des gouvernements territoriaux dans les nouvelles possessions américaines, ce qui n'alla pas sans difficultés en raison des divisions que suscitait la question de l'esclavage. Le compromis du Missouri, en interdisant cette pratique au nord de la latitude 36°30', avait réglé le problème posé par l'extension de l'esclavage dans les régions acquises lors de la vente de la Louisiane et Polk voulait étendre cette limite aux nouveaux territoires. Il soutint ainsi la loi d'organisation territoriale du sénateur John M. Clayton qui interdisait l'esclavage dans l'Oregon mais ne se prononçait pas sur le statut de la Californie et du Nouveau-Mexique. La loi fut votée par le Sénat mais l'opposition d'un groupe de parlementaires mené par le représentant de Géorgie Alexander Stephens empêcha son adoption par la Chambre. Une mesure séparée qui visait à étendre le compromis du Missouri jusqu'à la côte du Pacifique fut également rejetée par la Chambre des représentants, cette fois-ci par une alliance nordiste bipartite. La dernière session législative avant l'élection de 1848 touchant à sa fin, Polk ratifia l'unique projet de loi territoriale voté par le Congrès, donnant naissance au territoire de l'Oregon et y prohibant l'esclavage. Polk pensait que l'échec d'une administration organisée au Nouveau-Mexique et surtout en Californie conduirait ces deux régions éloignées à proclamer leur indépendance, ce qu'il voulait à tout prix éviter. Lorsque le Congrès se réunit à nouveau en décembre, le président s'attacha à octroyer le plus rapidement possible un statut à la Californie, contournant par la même occasion la clause Wilmot. Cependant, les divisions qui régnaient au sujet de l'esclavage empêchaient le passage d'une telle loi et Polk quitta la présidence sans savoir si les territoires de l'Ouest acquis durant son mandat resteraient ou non dans le giron américain.

#### Autres initiatives
L'ambassadeur de Polk en Nouvelle-Grenade, Benjamin Alden Bidlack (en), négocia le traité Mallarino-Bidlack avec le gouvernement néo-grenadin. Au départ, Bidlack avait pour objectif d'obtenir la suppression des droits de douane sur les produits américains mais il s'entendit avec le ministre des Affaires étrangères de Nouvelle-Grenade Manuel María Mallarino sur un accord plus large qui renforçait les liens commerciaux et militaires entre les deux pays. Le traité autorisait également la construction du Panama Railway qui assurait une liaison directe entre les côtes Est et Ouest des États-Unis à une époque où les moyens de transport rapides étaient encore peu développés. En échange, Bidlack promit que les États-Unis garantiraient la souveraineté de la Nouvelle-Grenade sur l'isthme de Panama. Le traité fut ratifié par les deux pays en 1848 et contribua à accroître l'influence américaine dans la région, ce qui était le but recherché car l'administration Polk ne voulait pas d'une domination britannique en Amérique centrale. Le traité Mallarino-Bidlack servit par la suite de justification à un certain nombre d'interventions militaires des États-Unis au cours du XIXe siècle.
Au milieu de l'année 1848, le président Polk autorisa son ambassadeur en Espagne, Romulus M. Saunders (en), à négocier l'achat de Cuba à l'Espagne pour la somme, considérable pour l'époque, de 100 millions de dollars. Cuba étant une terre d'esclavage proche des côtes américaines, le projet fut encouragé par les sudistes mais fut en revanche froidement accueilli dans le Nord. L'Espagne tirait néanmoins de substantiels profits de l'exploitation de Cuba (sucre, mélasse, rhum, tabac) et le gouvernement espagnol rejeta l'offre de Saunders. Polk fut contrarié mais refusa d'apporter son soutien à l'expédition armée de Narciso López, un aventurier vénézuélien qui souhaitait s'emparer de Cuba par la force.

### Politique intérieure

#### Fiscalité

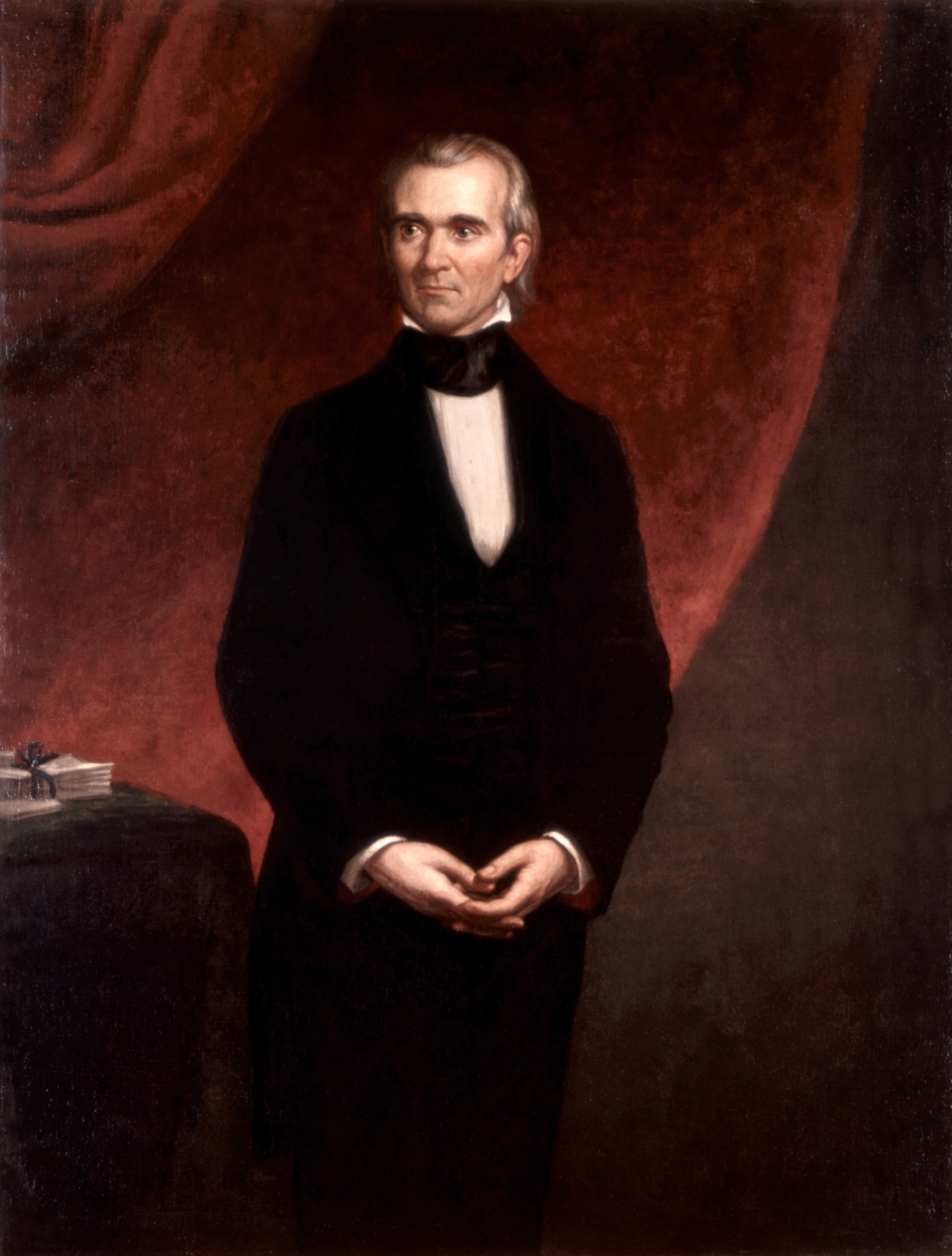
Le président James K. Polk. Portrait officiel par George Peter Alexander Healy, 1858.

Dans son discours d'investiture, Polk avait appelé le Congrès à rétablir le système de trésorerie indépendante dans lequel les fonds fédéraux étaient détenus par le Trésor et non par les banques ou d'autres institutions financières. Le président Van Buren avait auparavant établi un système similaire mais celui-ci avait été aboli par l'administration Tyler. Après s'être personnellement assuré du soutien du sénateur Dixon Lewis (en), président du comité des finances du Sénat, Polk parvint à faire voter l'Independant Treasury Act au Congrès et le ratifia le 6 août 1846. Cette loi prévoyait que les recettes publiques seraient détenues dans le bâtiment du Trésor et dans les sous-trésoreries de diverses villes, séparément des banques privées et des banques fédérales. Ce système demeura inchangé jusqu'à la mise en place du Federal Reserve Act en 1913.
Une autre décision importante de Polk en matière de politique intérieure fut d'abaisser les droits de douane, car Polk estimait que ceux-ci devaient être ajustés en fonction des besoins du gouvernement fédéral. Même s'il avait tenu une position ambivalente sur cette question lors de la campagne de 1844 afin de s'attirer l'électorat du Nord, Polk était traditionnellement opposé à des droits de douane élevés et considérait la protection des intérêts manufacturiers comme injuste à l'égard des autres domaines d'activités. En conséquence, Polk chargea son secrétaire au Trésor Robert J. Walker d'élaborer un nouveau tarif moins élevé que le président fit soumettre à l'approbation du Congrès. Après une intense campagne de lobbying dans les deux camps, le texte fut voté par la Chambre des représentants et, à l'issue d'une consultation très serrée qui nécessita l'arbitrage du vice-président Dallas, fut définitivement adopté par le Sénat. En 1846, Polk avalisa sous forme de loi le Walker Tariff qui réduisait substantiellement les taux fixés par le Black Tariff de 1842. La baisse des droits de douane aux États-Unis, conjuguée avec la suppression des Corn Laws en Grande-Bretagne, entraîna une recrudescence des échanges commerciaux entre les deux pays.

#### Développement du pays
Le Congrès vota en 1846 la Rivers and Harbors Bill qui allouait un budget de 500 000 dollars afin de moderniser les infrastructures des fleuves et des ports, mais Polk mit son veto à la loi. Les travaux dans les petits ports devaient en effet être financé par le gouvernement fédéral, ce que Polk jugeait contraire à la Constitution car cela revenait à privilégier certaines zones et notamment les ports qui n'étaient pas impliqués dans le commerce international. Le président estimait que ces problèmes étaient du ressort des États et craignait que l'adoption de la Rivers and Harbors Bill n'encourage les membres du Congrès à négocier des faveurs pour leur district d'origine, une forme de corruption qui selon lui portrait atteinte aux vertus républicaines. Il suivait en cela les préceptes de son mentor Andrew Jackson qui en 1830 avait mis son veto à la Maysville Road Bill pour des raisons similaires. Dans le même esprit, il s'opposa en 1847 à une loi préconisant des améliorations internes et qui venait d'être adopté par le Congrès. Il utilisa d'abord le privilège du pocket veto pour s'abstenir de répondre au projet de loi avant d'envoyer un message de veto officiel au Congrès lorsque celui-ci reprit ses travaux au mois de décembre. D'autres lois du même genre continuèrent d'être proposées tout au long de l'année 1848 mais aucune n'arriva jusqu'à son bureau. Lorsqu'il dut se rendre au Capitole pour ratifier des lois le 3 mars 1849, le dernier jour de la session parlementaire et son dernier jour complet à la Maison-Blanche, Polk craignait qu'une loi d'améliorations internes soit votée par le Congrès et il emmena avec lui un message de veto rédigé au brouillon. La loi, cependant, ne fut pas adoptée et il n'eut pas à en faire usage, mais il trouvait que le document était bien écrit et il le conserva parmi ses papiers.
Polk, tout comme Jackson, considérait que la question de l'esclavage était d'une importance secondaire comparés aux enjeux bien plus importants que représentaient l'expansion territoriale et la politique économique. L'esclavage devint cependant un thème de plus en plus clivant dans les années 1840 et la politique expansionniste de Polk contribua à aggraver ces divisions. Le président lui-même était vu par de nombreux abolitionnistes comme un instrument du Slave Power et ces derniers affirmaient que l'extension de l'esclavage était la raison pour laquelle il avait soutenu l'annexion du Texas et plus tard la guerre avec le Mexique. Le 8 août 1846, deux mois après le début du conflit américano-mexicain, le représentant démocrate de Pennsylvanie David Wilmot introduisit une clause qui préconisait de bannir l'esclavage des éventuels territoires soustraits au Mexique par les États-Unis. Polk, et avec lui de nombreux sudistes, s'opposèrent à cette mesure qui fut adoptée par la Chambre avant d'échouer au Sénat. Polk était à la place partisan d'une extension du compromis du Missouri jusqu'à l'océan Pacifique ; une telle extension aurait rendu légale la pratique de l'esclavage à hauteur de la latitude 36°30' à l'ouest du Missouri et illégale au-delà. Bien qu'opposé à la clause Wilmot, Polk dénonça également l'agitation des sudistes sur le sujet et il accusa aussi bien les dirigeants du Nord que ceux du Sud d'instrumentaliser le débat autour de l'esclavage à des fins politiques.

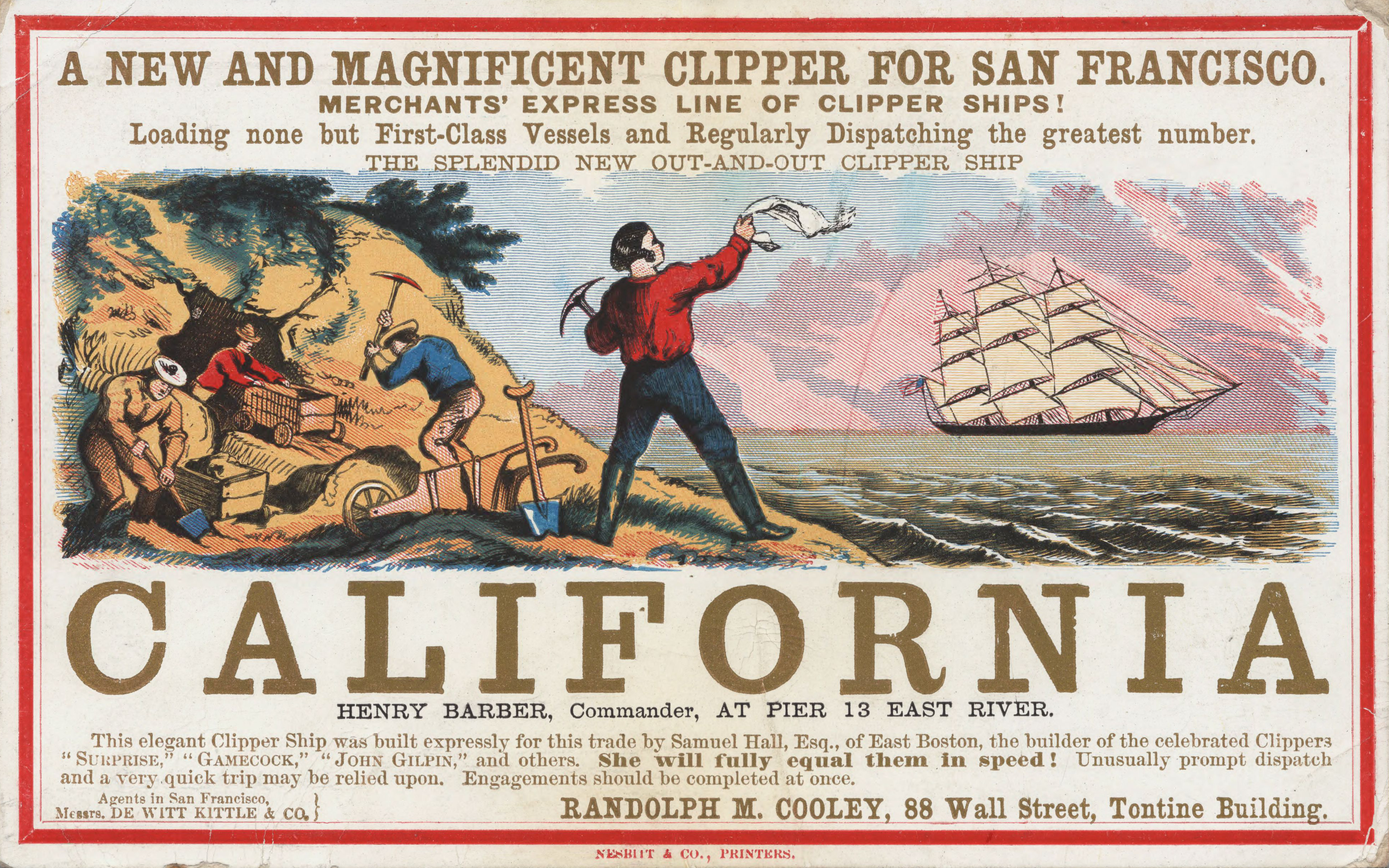
La ruée vers l'or en Californie commença sous la présidence de Polk.

La confirmation que de l'or avait été découvert en Californie arriva à Washington peu après l'élection de 1848, date à laquelle Polk, qui n'avait pas souhaité se représenter pour un second mandat, était devenu un « canard boiteux ». Il fut néanmoins enchanté par la découverte car elle mettait en avant le bien-fondé de sa politique expansionniste et il mentionna à plusieurs reprises cet événement dans son dernier message annuel au Congrès, au mois de décembre. Très vite, des échantillons authentiques d'or californien arrivèrent à Washington et Polk adressa un message spécial au Congrès à ce sujet. La déclaration du président incita un grand nombre de personnes, Américains ou étrangers, à venir s'installer en Californie, contribuant ainsi à déclencher la « ruée vers l'or ». Cette dernière permit d'injecter de larges quantités d'or dans l'économie américaine et contribua ainsi à réduire la pénurie de pièces métalliques sur le long terme. En partie à cause de cet afflux d'or, les whigs furent incapables d'obtenir un soutien populaire en faveur de la renaissance d'une banque nationale, même après le départ de Polk.
L'un des derniers actes de Polk en tant que président fut de ratifier la loi qui donnait naissance au département de l'Intérieur des États-Unis, le 3 mars 1849. Ce fut le premier poste de cabinet créé depuis la fondation de la République américaine. Polk était personnellement réticent à cette initiative car il estimait qu'elle empiétait sur les prérogatives des États au sein de leurs propres frontières, mais le passage de la loi dans les derniers jours de son administration ne lui laissait pas le temps nécessaire pour formuler un veto et il dut s'incliner.
Polk prend soin de son image : la première photographie d'un président dans son bureau est prise le 14 février 1848,.

#### Nominations judiciaires
La mort en 1844 du juge Henry Baldwin avait créé une vacance au sein de la Cour suprême. Le président Tyler n'avait nommé personne pour le remplacer et le siège était toujours vacant lorsque Polk prit ses fonctions. Les efforts de Polk pour désigner un successeur à Baldwin se trouvèrent mêlés à la vie politique de Pennsylvanie et aux rivalités qui opposaient les dirigeants des différentes factions pour l'obtention du poste de percepteur des douanes du port de Philadelphie. Alors que Polk cherchait à naviguer dans les eaux de la vie politique locale, une deuxième vacance se produisit à la Cour suprême avec la mort, en septembre 1845, du juge Joseph Story. La mort de Story s'étant produite alors que le Sénat n'était pas en session, Polk fut en mesure de procéder à une nomination directe et il nomma le sénateur Levi Woodbury du New Hampshire. Lorsque le Sénat reprit ses travaux en décembre 1845, les parlementaires confirmèrent la nomination de Woodbury. Le choix initial de Polk pour succéder à Baldwin, George W. Woodward, fut rejeté par le Sénat en janvier 1846, en grande partie à cause de l'opposition de Buchanan et du sénateur Simon Cameron de Pennsylvanie. Polk offrit le poste à Buchanan mais ce dernier, après avoir hésité, le refusa. Polk proposa finalement le nom de Robert Cooper Grier dont la nomination fut confirmée par le Sénat,.

### Fin de mandat
Épuisé par sa tâche et par une maladie, Polk, dont le parti n'était plus aussi populaire, refusa de se représenter. Son mandat se termina le 4 mars 1849, mais son successeur Zachary Taylor, élu par les whigs, refusa de prêter serment un dimanche et ne fut installé que le 5 mars.

## Esclavagiste

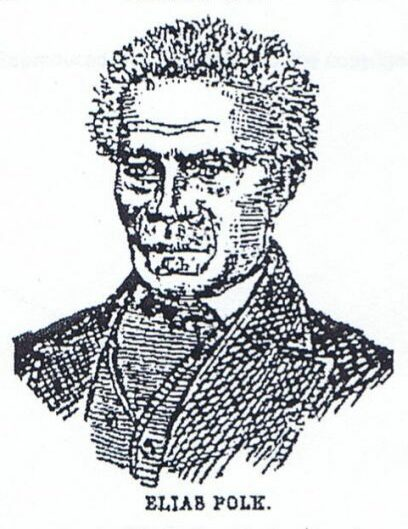
, esclave offert en cadeau de mariage à James Polk par son père, et ayant travaillé comme domestique à la Maison-Blanche.

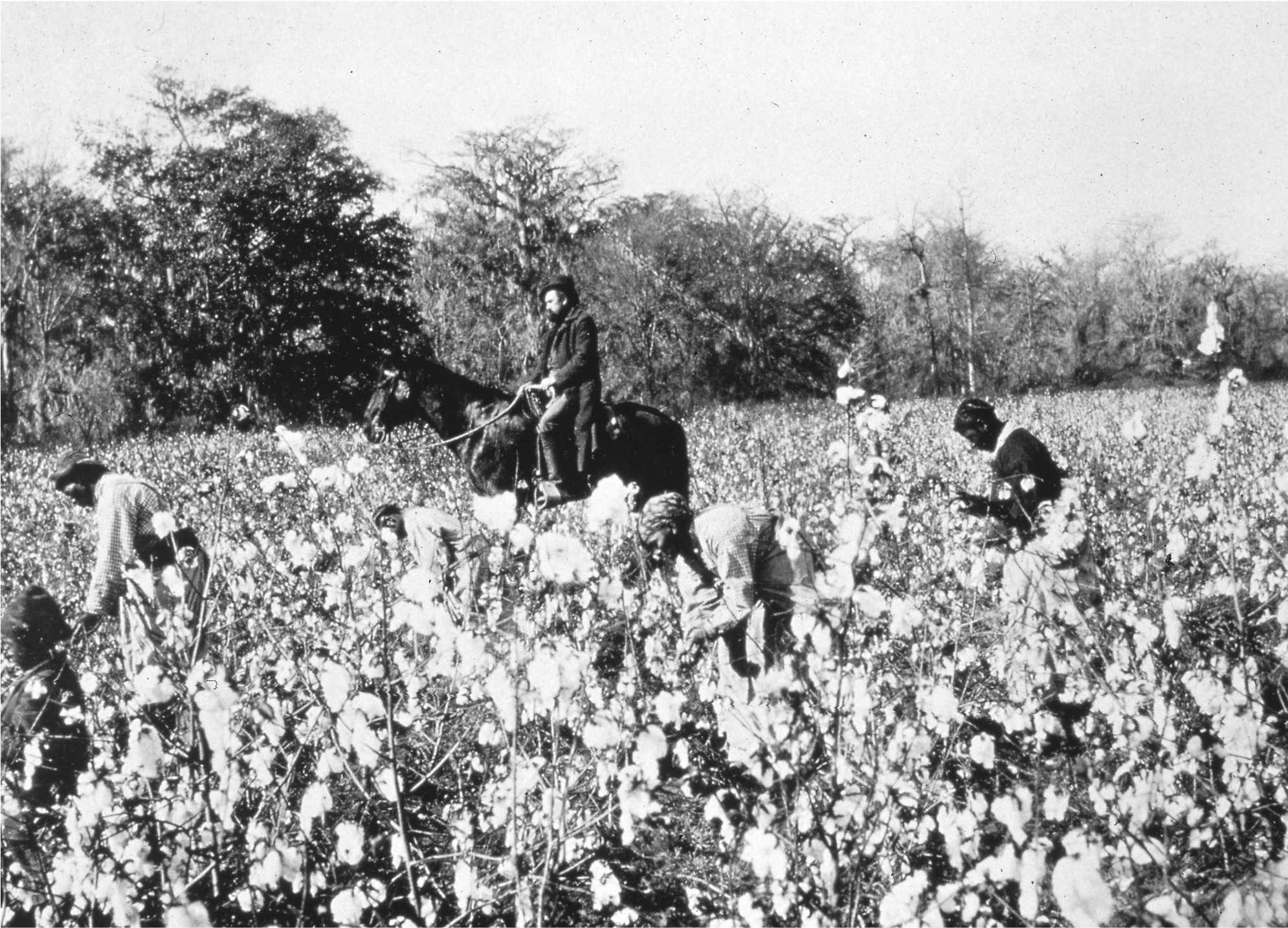
Plantation de coton dans le sud des États-Unis vers 1850.

Le père de James Polk, Samuel, était un planteur esclavagiste. À sa mort en 1827, ce dernier lègue 53 esclaves à sa femme et ses dix enfants. James Polk devient lui-même propriétaire d'esclaves jusqu'à la fin de sa vie. Il en fait notamment travailler à son service quand il est en poste à la Maison-Blanche.
Cette expérience et sa culture familiale vont façonner son positionnement sur l'esclavage dans l'expansion des États-Unis, considérant notamment que le gouvernement fédéral n'est pas légitime pour limiter l'extension de cette pratique dans les nouveaux territoires de l'Ouest.
En épousant en 1824 Sarah Childress, fille d'un riche planteur, le ménage récupère les esclaves hérités par l'épouse.
En 1831, pour renforcer sa sécurité financière, Polk établit une plantation, appelée Somerville, dans le sud du Tennessee, qu'il gère en « propriétaire absentéiste ». Confronté à un marronnage important (fuite d'esclaves) en raison de surveillants cruels, Polk préfère vendre sa plantation trois ans plus tard, pour en créer une nouvelle près de Yalobusha (Mississippi), sur les anciens territoires des Cherokees expulsés, et sur laquelle il déplace ses esclaves. Il espère ainsi qu'une exploitation située dans le Sud profond rende les évasions plus difficiles. Au cours de sa présidence, il fait secrètement acheter 19 esclaves pour sa plantation du Mississippi, dont 13 enfants âgés de 10 à 17 ans, qu'il sépare de leurs parents. Après son mandat, il continue d'en acheter, majoritairement de jeunes enfants.

## Retraite et mort
Le travail accompli pendant sa présidence se paya de sa santé. Plein d'enthousiasme et de vigueur à son entrée en fonction, Polk quitta la Maison-Blanche épuisé par les années passées au service de son pays. Il quitta Washington le 6 mars et entama un retour triomphal dans le Sud dont l'itinéraire avait été défini à l'avance et qui devait se terminer à Nashville. Polk avait deux ans auparavant négocié l'achat d'une maison dans cette localité, qui prit ensuite le nom de Polk Place et qui avait appartenu à son ancien mentor Felix Grundy.
Polk et sa femme longèrent la côte atlantique, puis s'enfoncèrent vers l'ouest à travers le Sud profond. L'ancien président fut reçu partout avec enthousiasme et il participa à de nombreux banquets. Au moment où le couple arriva en Alabama, Polk souffrait d'un mauvais rhume et il devint extrêmement inquiet lorsqu'un passager qui voyageait à bord du même bateau que lui mourut du choléra. Polk se rendait à La Nouvelle-Orléans où ce genre d'infection passait pour être assez fréquente, mais il était trop tard pour changer de plans. Inquiet pour sa santé, il souhaitait quitter rapidement la ville mais il fut submergé par l'hospitalité des habitants de la Louisiane. Plusieurs passagers du bateau sur le Mississippi succombèrent à leur tour au choléra et Polk se sentit tellement affaibli qu'il fit une halte de quatre jours dans un hôtel. Après s'être vu confirmer par un médecin qu'il n'était pas porteur de la maladie, Polk consentit à effectuer la dernière étape de son voyage et il arriva à Nashville le 2 avril où une grande réception fut donnée en son honneur.

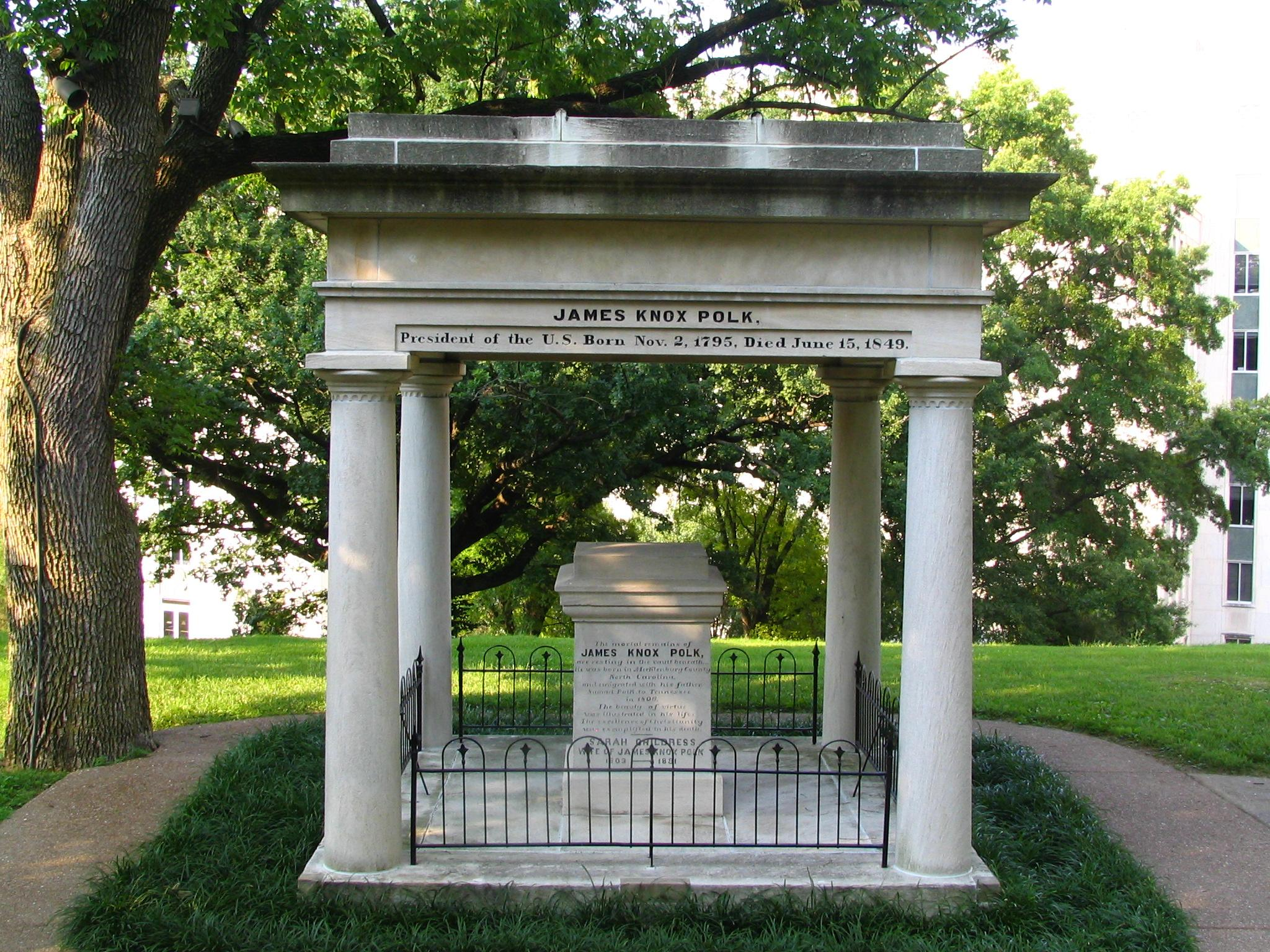
Tombe de James K. Polk située dans le jardin du Capitole de l'État du Tennessee.

Après avoir rendu visite à sa mère à Columbia, Polk s'installa avec son épouse à Polk Place. L'ancien président, épuisé, semblait prêt à entamer une nouvelle vie, mais au début du mois de juin, il tomba de nouveau malade, probablement du choléra. Assisté de plusieurs médecins, il agonisa pendant plusieurs jours et demanda à être baptisé au sein de l'Église méthodiste, qu'il admirait depuis de nombreuses années, en dépit du fait que sa mère avait fait le voyage depuis Columbia avec un ecclésiastique épiscopalien et que sa femme était également épiscopalienne. Polk mourut le 15 juin 1849, après avoir, selon la tradition, adressé ses derniers mots à sa femme : « Je t'aime Sarah, je t'aime pour l'éternité ».
Les funérailles de Polk se déroulèrent à l'église méthodiste McKendree de Nashville. Il fut tout d'abord enterré dans l'actuel cimetière de la ville, conformément à la loi qui exigeait de prendre des précautions avec les individus morts d'une maladie infectieuse. Son corps fut transféré moins d'un an plus tard dans une tombe située, conformément à ses dernières volontés, dans le jardin de Polk Place. Sarah Polk survécut 42 ans à son mari et continua de vivre à Polk Place, où elle mourut le 14 août 1891. En 1893, les corps de James et de Sarah Polk furent déplacés dans leur sépulture actuelle sur le terrain du Capitole de l'État du Tennessee à Nashville. Polk Place fut démolie en 1900. En mars 2017, le Sénat du Tennessee a voté une résolution considérée comme un « premier pas » vers le transfert des restes du couple Polk dans la maison familiale à Columbia ; pour être appliqué, le texte doit encore être approuvé par les tribunaux et par la commission historique du Tennessee,.
Sa femme Sarah Polk (qui, en 1844, avait institué l'habitude de faire jouer la musique de Salut au Chef lors des apparitions publiques de son mari, car elle considérait que sinon personne ne faisait attention à lui). Le couple étant sans postérité, c'est elle qui hérite des esclaves et de la plantation du Mississippi, propriété qu'elle conservera même pendant la guerre de Sécession. Elle recevra dans sa résidence de Polk Place, qu'elle présentait comme zone neutre, les dirigeants nordistes et sudistes.

## Héritage

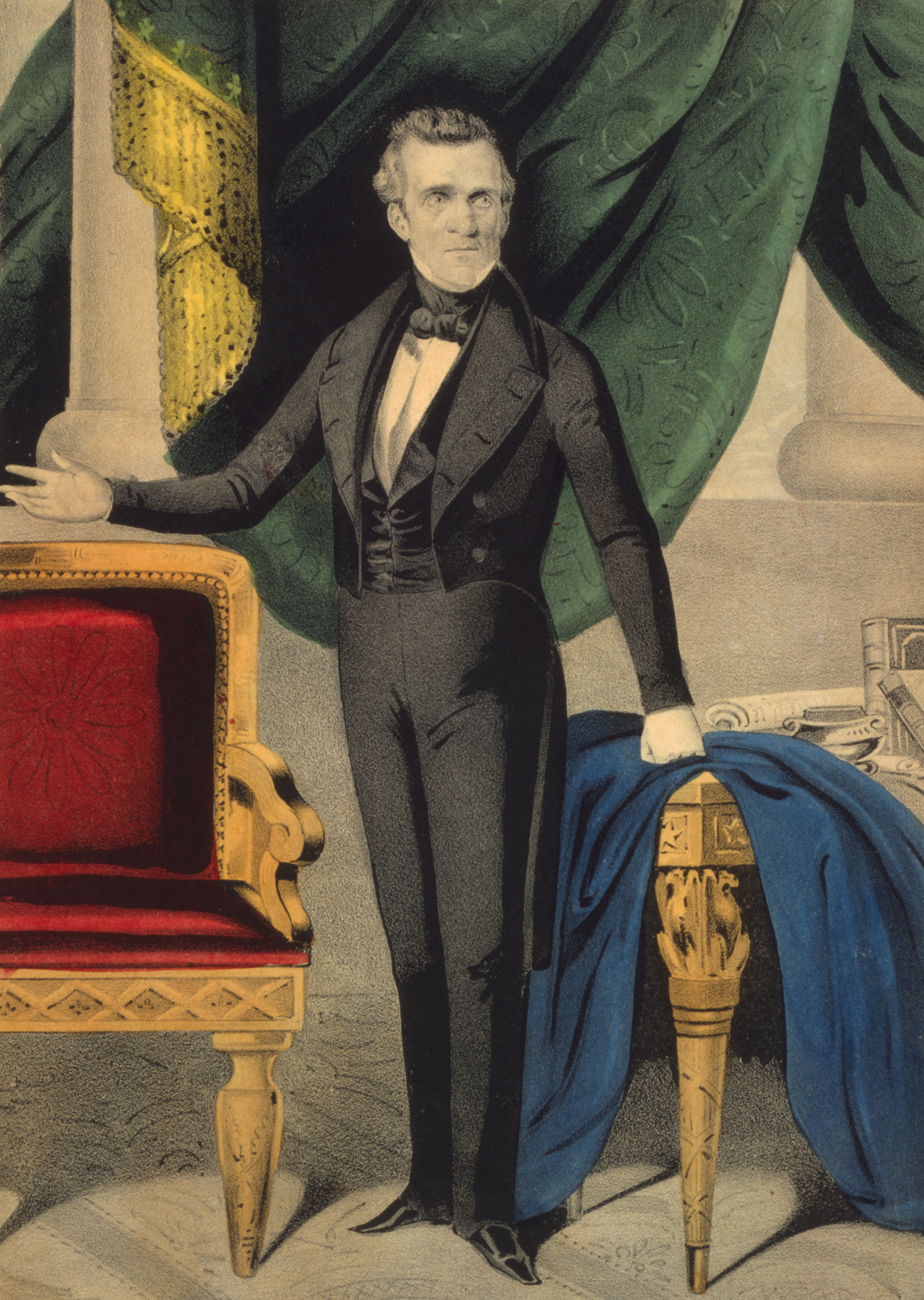
James K. Polk sur une lithographie publiée en 1844.

La figure de Polk a longtemps été boudée par l'historiographie. À l'exception de deux biographies publiées peu de temps après sa mort, il ne fit ainsi l'objet d'aucune étude importante jusqu'en 1922, date à laquelle Eugene I. McCormac publia James K. Polk: A Political Biography. Le travail de McCormac s'appuyait en grande partie sur le journal présidentiel de Polk qui avait été édité pour la première fois en 1909. Lorsque les historiens commencèrent à établir un classement des présidents américains en 1948, Polk figurait à la 10e place dans le sondage d'Arthur M. Schlesinger Sr. Il se hissa par la suite à la 8e place dans le sondage Schlesinger de 1962, à la 11e place dans le sondage Riders-McIver de 1996 et enfin à la 14e place dans le sondage C-Span de 2017.
L'image de Polk à travers l'histoire fut en grande partie forgée par ses adversaires, en particulier les whigs qui le pensaient destiné à un oubli bien mérité. Dans les ouvrages des historiens républicains du XIXe siècle, Polk était souvent présenté comme un personnage sans envergure, fruit d'un compromis entre les démocrates du Nord, comme David Wilmot et Silas Wright, et les propriétaires de plantation du Sud représentés par John C. Calhoun. Dans cette perspective, les démocrates du Nord qui n'obtenaient pas toujours satisfaction pensaient que Polk était manipulé par les propriétaires d'esclaves, alors que les conservateurs du Sud accusaient au contraire Polk d'être l'instrument des démocrates du Nord. Ces vues furent toutefois battues en brèche par les travaux d'Arthur M. Schlesinger et de Bernard DeVoto qui montrèrent que Polk n'avait été l'instrument de personne, mais qu'il s'était au contraire efforcé d'atteindre ses propres objectifs.
Walter Borneman considère Polk comme le plus efficace des chefs de l'exécutif ayant servi avant la guerre de Sécession et estime qu'il a élargi le pouvoir de la présidence, particulièrement dans le domaine de l'exécutif et du commandement en chef des armées. Steven G. Calabresi et Christopher S. Yoo, dans leur histoire du pouvoir présidentiel, louent sa gestion de la guerre américano-mexicaine : « il semble incontestable que sa conduite des affaires de l'État durant ce conflit fut l'un des exemples les plus convaincants, depuis Jackson, de l'utilisation du pouvoir présidentiel pour contrôler l'action d'officiers subordonnés ».
Le président Harry S. Truman déclara que Polk fut « un grand président. Il annonça ce qu'il voulait faire et il le fit ». Paul H. Bergeron souligne que les réformes introduites par Polk sont restées inchangées pendant de longues périodes. Le rétablissement du système bancaire et la réduction des droits de douane, deux des grandes mesures de sa présidence, ne furent ainsi amendés qu'au cours des années 1860, tandis que l'achat Gadsden et l'acquisition de l'Alaska en 1867 furent les seules expansions territoriales majeures des États-Unis jusque dans les années 1890.

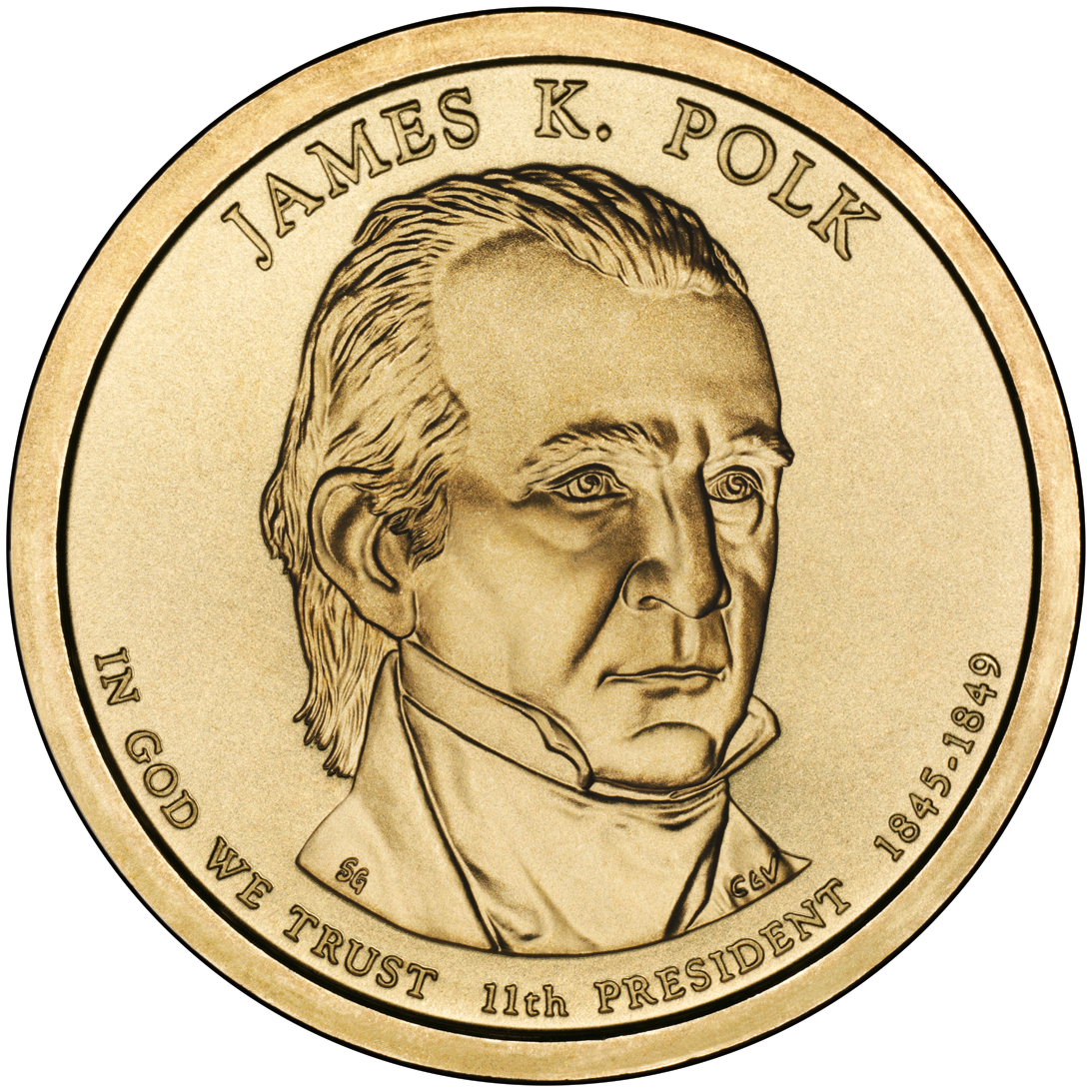
Pièce de la série du dollar présidentiel à l'effigie de Polk.

Des divers aspects de l'héritage de Polk, le plus remarquable demeure la reconfiguration de la carte des États-Unis dont la masse territoriale fut augmentée d'un tiers sous sa présidence. Selon Robert Merry, « regarder la carte et prendre en compte l'expansion à l'ouest et au sud-ouest permet de mesurer l'ampleur des réalisations présidentielles de Polk ». Bergeron écrit quant à lui dans son étude sur la présidence de Polk : « pratiquement tout le monde se souvient de Polk et du succès de ses conceptions expansionnistes. Il créa une nouvelle carte des États-Unis qui contenait une vision à l'échelle continentale ». Amy Greenberg, dans son histoire de la guerre du Mexique, remarque que l'héritage de Polk n'est pas seulement territorial : « à l'occasion d'un mandat unique mais brillant, il réalisa quelque chose que ses prédécesseurs auraient jugé impossible. Avec l'aide de sa femme Sarah, il planifia, provoqua et mena avec succès une guerre qui éleva les États-Unis au statut de puissance mondiale ».
L'expansionnisme agressif de Polk a toutefois été critiqué sur le plan éthique. Polk croyait en la destinée manifeste davantage que la plupart de ses concitoyens. La guerre avec le Mexique fut dénoncée par ses opposants qui la surnommèrent ironiquement Mr. Polk's War (« la guerre de M. Polk ») et par des personnalités comme Ralph Waldo Emerson ou Henry David Thoreau. Faisant référence à la guerre américano-mexicaine, le général Ulysses S. Grant déclara : « j'étais farouchement opposé à l'annexion du Texas, et je considère à ce jour que la guerre qui en résulta fut l'une des plus injustes jamais menées par une nation forte contre une nation faible. Ce fut l'exemple d'une république qui suivait le mauvais exemple des monarchies européennes en ne tenant aucun compte de la justice dans sa volonté d'acquérir de nouveaux territoires ». L'opposition whig, dont faisaient partie Abraham Lincoln et John Quincy Adams, soutenait par ailleurs que l'annexion du Texas et la cession mexicaine allaient stimuler les factions pro-esclavagistes du pays. 
Les conditions insatisfaisantes entourant le statut de l'esclavage dans les territoires acquis sous l'administration Polk conduisirent à l'adoption du compromis de 1850, un des principaux facteurs à l'origine de la création du Parti républicain et du déclenchement ultérieur de la guerre de Sécession. Cette absence de vision politique sur le long terme a été souligné par les historiens, notamment David Pletcher pour qui Polk n'a pas su « comprendre que le sectionnalisme et l'expansion territoriale avaient fini par former un cocktail original et explosif ». Dans un article consacré au 11e président américain, Fred Greenstein considère que Polk « n'avait pas une conscience claire des problèmes qu'allait inévitablement poser le statut de l'esclavage dans les territoires conquis sur le Mexique ». William Dusinberre suggère pour sa part que ses prises de position au sujet de l'esclavage étaient étroitement liées à son implication personnelle dans l'économie de plantation.
En juillet 2025, le président Trump indique avoir retenu son portrait pour décorer la salle du cabinet de la Maison Blanche, parce Polk  « était une sorte d'agent immobilier », et surtout pour son cadre.

### En français
- Georges Ayache, Les présidents des États-Unis : Histoire et portraits, Paris, Perrin, 2016, 480 p. (ISBN 978-2-262-06420-4, OCLC 991492904, BNF 45110316, lire en ligne ).
- Nicole Bacharan, Les Noirs américains : Des champs de coton à la Maison Blanche, Paris, Perrin, coll. « Tempus » (no 337), 2010, 618 p. (ISBN 978-2-262-03275-3, OCLC 708357029, BNF 42305262).
- Jacques Binoche, Histoire des États-Unis, Paris, Ellipses, coll. « Ellipses poche », 2017, 2e éd. (1re éd. 2003), 256 p. (ISBN 978-2-340-02170-9, OCLC 1020169920, BNF 45414237, présentation en ligne).
- Claude Fohlen, Histoire de l'esclavage aux États-Unis, Paris, Perrin, coll. « Tempus » (no 183), 2007, 2e éd. (1re éd. 1998), 342 p. (ISBN 978-2-262-02677-6, OCLC 300394643, BNF 41046899).
- Hélène Harter et André Kaspi, Les présidents américains : De George Washington à Joe Biden, Paris, Tallandier, coll. « Texto », 2022, 272 p. (ISBN 979-10-210-5481-3, OCLC 1345667727, BNF 47096831, présentation en ligne).
- Jean Heffer, Histoire documentaire des États-Unis : L'Union en péril, la démocratie et l'esclavage (1829-1865), t. 4, Presses universitaires de Nancy, 1987, 215 p. (ISBN 2-86480-286-4, OCLC 299416411, BNF 36630278).
- André Kaspi, Les Américains : Naissance et essor des États-Unis (1607-1945), t. 1, Paris, Éditions du Seuil, coll. « Points histoire » (no 89), 2014, 5e éd. (1re éd. 1986), 464 p. (ISBN 978-2-7578-4154-9, OCLC 43825106, BNF 43825106, présentation en ligne).
- Robert Lacour-Gayet, Histoire des États-Unis : Des origines jusqu'à la fin de la guerre civile, t. 1, Paris, Fayard, 1976, 469 p. (ISBN 2-213-00315-7, OCLC 461420090, BNF 34300237, lire en ligne ).
- Jean-Michel Lacroix, Histoire des États-Unis, Paris, Presses universitaires de France, 2022, 7e éd. (1re éd. 1996), 576 p. (ISBN 978-2-13-083290-4, OCLC 1302993439, BNF 47012774, présentation en ligne).
- Pierre Mélandri, « Le siècle américain », une histoire, Paris, Perrin, 2016, 672 p. (ISBN 978-2-262-03811-3, OCLC 960976545, BNF 45158509, lire en ligne ).
- Jacques Portes, Histoire des États-Unis : De 1776 à nos jours, Paris, Armand Colin, coll. « U Histoire », 2017, 3e éd. (1re éd. 2010), 432 p. (ISBN 978-2-200-61809-4, OCLC 985086886, BNF 45268837, lire en ligne ).
- Philippe Valode, Les Présidents des États-Unis, Paris, Éditions de l'Archipel, 2008, 212 p. (ISBN 978-2-84187-745-4, OCLC 470559651, BNF 41379792).
- Bertrand Van Ruymbeke, Histoire des États-Unis : De 1492 à 1919, t. 1, Paris, Tallandier, coll. « Texto », 2021, 608 p. (ISBN 979-10-210-4989-5, OCLC 1269615217, BNF 46846182, présentation en ligne).
- Bernard Vincent (dir.), Histoire des États-Unis, Paris, Flammarion, coll. « Champs Histoire », 2016, 4e éd. (1re éd. 1997), 720 p. (ISBN 978-2-08-139368-4, OCLC 960914039, BNF 45138239, présentation en ligne).

### En anglais
- (en) Paul H. Bergeron, The Presidency of James K. Polk, Lawrence, University of Kansas Press, 1986, 310 p. (ISBN 978-0-7006-0319-0).
- (en) Walter R. Borneman, Polk : The Man who Transformed the Presidency and America, Random House, 2008, 422 p. (ISBN 978-1-4000-6560-8).
- (en) Mark E. Byrnes, James K. Polk : A Biographical Companion, Santa Barbara, ABC-CLIO, 2001, 280 p. (ISBN 1-57607-056-5).
- (en) William Dusinberre, Slavemaster President : The Double Career of James Polk, New York, Oxford University Press, 2003 (ISBN 978-0-19-515735-2).
- (en) Amy S. Greenberg, A wicked war : Polk, Clay, Lincoln, and the 1846 U.S. invasion of Mexico, New York, Alfred A. Knopf, 2012, 344 p. (ISBN 978-0-307-59269-9).
- (en) Sam W. Haynes, James K. Polk and the Expansionist Impulse, New York, Longman, 1997, 214 p. (ISBN 978-0-673-99001-3).
- (en) Daniel W. Howe, What Hath God Wrought : the Transformation of America, 1815–1848, Oxford, Oxford University Press, 2007.
- (en) Ronald C. Lee, Jr., « Justifying Empire: Pericles, Polk, and a Dilemma of Democratic Leadership », Polity, vol. 34, no 4,‎ 2002, p. 526 (JSTOR 3235415).
- (en) Thomas M. Leonard, James K. Polk : A Clear and Unquestionable Destiny, Wilmington, Scholarly Resources Inc, 2000, 218 p. (ISBN 978-0-8420-2647-5, lire en ligne).
- (en) Robert W. Merry, A Country of Vast Designs : James K. Polk, the Mexican War, and the Conquest of the American Continent, New York, Simon & Schuster, 2009, 576 p. (ISBN 978-0-7432-9743-1).
- (en) John Seigenthaler, James K. Polk : 1845–1849, Times Editions, 2004, 188 p. (ISBN 0-8050-6942-9).